# Leyenda negra española
La leyenda negra española se refiere a una supuesta tendencia historiográfica a atribuir características negativas a ciertos eventos de la historia de España, conllevando con ello una crítica a los españoles y, en menor medida, a los hispanoamericanos. Sus críticos ven en esta tendencia una manifestación de propaganda antiespañola o hispanofóbica y de anticatolicismo. Su origen se remonta al siglo XVI, viéndose altamente difundida como producto de la rivalidad frente al Imperio español de parte de otros imperios o potencias de la época, como el británico y el neerlandés. Su empleo contemporáneo ha servido al expansionismo de los Estados Unidos.
La opinión de los académicos está dividida. Para los autores Iván Vélez Cipriano e Ignacio Ruiz Rodríguez, en la actualidad esta visión tiene plena vigencia a través de doctrinas o movimientos políticos que afectan a los países hispanohablantes. En cambio, para autores como Ricardo García Cárcel y Henry Kamen, la leyenda negra española como se la menciona no existe en la actualidad.

## Definiciones de la leyenda negra
El Diccionario de la lengua española de la Asociación de Academias de la Lengua Española define leyenda negra como «Relato desfavorable y generalmente infundado sobre alguien o algo».
Se suele atribuir la paternidad del término «leyenda negra» a Julián Juderías, pero el origen real del término es desconocido. Por lo menos Emilia Pardo Bazán y Vicente Blasco Ibáñez emplearon el término en el sentido actual antes que Juderías, pero sería Julián Juderías su gran difusor y quien describe el concepto en 1914 en su libro La leyenda negra como:

[...] el ambiente creado por los relatos fantásticos que acerca de nuestra patria han visto la luz pública en todos los países, las descripciones grotescas que se han hecho siempre del carácter de los españoles como individuos y colectividad, la negación o por lo menos la ignorancia sistemática de cuanto es favorable y hermoso en las diversas manifestaciones de la cultura y del arte, las acusaciones que en todo tiempo se han lanzado sobre España fundándose para ello en hechos exagerados, mal interpretados o falsos en su totalidad, y, finalmente, la afirmación contenida en libros al parecer respetables y verídicos y muchas veces reproducida, comentada y ampliada en la Prensa extranjera, de que nuestra Patria constituye, desde el punto de vista de la tolerancia, de la cultura y del progreso político, una excepción lamentable dentro del grupo de las naciones europeas.
Julián Juderías, La leyenda negra (1914)

La segunda obra clásica del tema es Historia de la Leyenda Negra hispano-americana de Rómulo D. Carbia. Si Juderías hizo más hincapié en la vertiente europea de la leyenda, el argentino Carbia se centra en su vertiente americana. Así, para Carbia, dando una definición más extensa del concepto:

[...] abarca la Leyenda en su más cabal amplitud, es decir, en sus formas típicas de juicios sobre la crueldad, el obscurantismo y la tiranía política. A la crueldad se le ha querido ver en los procedimientos de que se echara mano para implantar la Fe en América o defenderla en Flandes; al obscurantismo, en la presunta obstrucción opuesta por España a todo progreso espiritual y a cualquiera actividad de la inteligencia; y a la tiranía, en las restricciones con que se habría ahogado la vida libre de los españoles nacidos en el Nuevo Mundo y a quienes parecería que se hubiese querido esclavizar sine die.
Rómulo D. Carbia, Historia de la leyenda negra hispano-americana (1943)

Después de Juderías y Carbia, muchos otros autores han definido y empleado el concepto.
En 1944, el American Council on Education, preocupado con el sesgo antihispano del sistema y el material educativo en EE. UU., definió el concepto de la leyenda negra española en un largo informe como:

The "Black Legend" is a term long used by Spanish writers to denote the ancient body of propaganda against the Iberian peoples which began [sic] in sixteenth century England and has since been a handy weapon for the rivals of Spain and Portugal in the religious, maritime, and colonial wars of those four centuries.
La leyenda negra es una expresión usada por escritores españoles para designar la antigua propaganda contra los pueblos ibéricos, que empezó en el siglo XVI en Inglaterra y ha sido desde entonces un arma para los rivales de España y Portugal en las guerras religiosas, marítimas y coloniales de aquellos cuatro siglos.
American Council on Education

Philip Wayne Powell en su libro Tree of Hate (1971) define la leyenda negra española básicamente como la creencia de que:

The basic premise of the Black Legend is that Spaniards have shown themselves, historically, to be uniquely cruel, bigoted, tyrannical, obscurantists, lazy, fanatical, greedy, and treacherous; that is, that they differ so much from other peoples in these traits that Spaniards and Spanish history must be viewed and understood in terms not ordinarily used in describing and interpreting other people.
La premisa básica de la leyenda negra es que los españoles se han mostrado históricamente como excepcionalmente crueles, intolerantes, tiránicos, oscurantistas, vagos, fanáticos, avariciosos y traicioneros; es decir, que se diferencian de tal modo de los demás pueblos en estas características que los españoles y la historia de España deben ser vistos y comprendidos en términos que no son empleados habitualmente para describir e interpretar a otros pueblos.
Philip Wayne Powell, Tree of hate (1971)

Un autor más reciente, Manuel Fernández Álvarez, ha definido la leyenda negra como:

Cuidadosa distorsión de la historia de un pueblo, realizada por sus enemigos, para mejor combatirle. Y una distorsión lo más monstruosa posible, a fin de lograr el objetivo marcado: la descalificación moral de ese pueblo, cuya supremacía hay que combatir por todos los medios.
Manuel Fernández Álvarez

Para el filósofo Julián Marías, la leyenda negra española es un hecho extremadamente inusual a lo largo de la Historia Universal, y la describe del siguiente modo:

La Leyenda Negra consiste en que, partiendo de un punto concreto, que podemos suponer cierto, se extiende la condenación y descalificación de todo el país a lo largo de toda su historia, incluida la futura. En eso consiste la peculiaridad original de la Leyenda Negra. En el caso de España, se inicia a comienzos del siglo XVI, se hace más densa en el siglo XVII, rebrota con nuevo ímpetu en el XVIII —será menester preguntarse por qué— y reverdece con cualquier pretexto, sin prescribir jamás.
Julián Marías, España inteligible (1985)

Según William S. Maltby la leyenda negra española se sustenta sobre hechos reales que, aunque comunes a las demás naciones, han sido totalmente distorsionados en el caso de España:

The Black Legend may not constitute a legitimate or justifiable point of view, but it is necessary to recall that it is a legend and not a myth. It sprang, as legends do, from actual events, and these cannot be ignored in the interests of partisanships. Spaniards committed grave wrongs, but so did men of other nations [...]
Quizás la leyenda negra no constituya un punto de vista legítimo o justificable, pero es necesario recordar que es una leyenda y no un mito. Nació, como todas las leyendas, de hechos reales y estos no pueden ser ignorados por intereses partidistas. Los españoles cometieron grandes errores, al igual que hicieron los hombres de otras naciones [...]
William S. Maltby, The Black Legend in England (1968)

## Interpretaciones críticas
En años recientes, un grupo de historiadores, entre los que se encuentran Alfredo Alvar, Ricardo García Cárcel, Lourdes Mateo Bretos y Carmen Iglesias, matizan la existencia objetiva de la leyenda antiespañola, que consideran una  percepción que tienen los españoles sobre su imagen en el extranjero. Carmen Iglesias lo expresa de la siguiente forma: 

La «leyenda negra» es por así decir, la imagen exterior de España tal como España la percibe [...] La leyenda negra consiste, por tanto, en los rasgos negativos —que son objetivamente los más repetidos— que la conciencia española descubre en la imagen de ella misma.
párrafo tomado de Le Leyende Noire Anti-Hispánique. Revue the Psychologie des Peubles. En Carmen Iglesias

García Cárcel incluso niega la existencia de la leyenda negra, en el sentido de conjura consciente contra España:

Ni leyenda, en tanto en cuanto el conjunto de opiniones negativas de España tuvieran no pocos fundamentos históricos, ni negra, dado que el tono nunca fue constante ni uniforme. Abundan los grises, pero la coloración de estas opiniones estuvo siempre determinada por los colores contrapuestos de lo que aquí hemos llamado leyenda rosa.
García Cárcel y Mateo Bretos, La leyenda negra (1991)

Escribiendo en 1969, el historiador e hispanista Benjamin Keen sostuvo que las críticas contemporáneas al comportamiento del imperio español en América habían sido generalmente justas. Se opuso a la tendencia que identificó en otros historiadores estadounidenses de enfocarse en las protecciones legales formales de que gozaban los indígenas por encima de la evidencia de brutalidad, explotación y sufrimiento.Según Keen:

...la llamada Leyenda Negra es, sustancialmente, correcta, si privada de su retórica y coloración emocional, y tomando en cuenta su incapacidad de reconocer las formas menos dramáticas de explotación española a los indígenas (usurpación de terrenos, peonaje, etcétera). A consecuencia, [la leyenda negra] no es leyenda, y el término carece de valor científico descriptivo.
Keen, Benjamin The Black Legend Revisted: Assumptions and Realities (1969)

En opinión del historiador e hispanista Henry Kamen, el concepto de «leyenda negra» dejó de existir en el mundo anglosajón hace ya muchos años, aunque se mantiene por cuestiones políticas internas españolas.La posición de Kamen y su libro Imperio han sido duramente criticados por el escritor Arturo Pérez-Reverte y el historiador y embajador de España José Antonio Vaca de Osma. Así, según la opinión de Vaca de Osma, Kamen retorcería los argumentos, repitiendo tópicos calificados de antiespañoles y caería en contradicciones. El historiador Joseph Pérez también opina que la leyenda negra antiespañola, que tuvo importancia en siglos anteriores, ya no existe, aunque todavía se encuentren rastros aquí y allá, ya que los prejuicios sobre España no se distinguen en la actualidad de los que existen sobre otros países.
El escritor argentino Ernesto Sabato en su artículo «Ni leyenda negra ni leyenda blanca», publicado en el periódico El País en 1991, ante la proximidad del 500.º aniversario de la llegada española a América, propuso una superación del «falso dilema» entre ambas leyendas, para presentar un enfoque que, «sin negar y dejar de lamentar "las atrocidades perpetradas por los sojuzgadores"», al mismo tiempo fuera capaz de asumir la cultura, la lengua castellana y el mestizaje, que esa empresa conformó en América. En este mismo sentido se pronunciaron Juan Pablo Perabá y Javier Martínez-Pinna, que en el artículo El falso genocidio español en América aseguraron que la monarquía española fomentó desde el primer momento la elaboración de las Leyes de Indias para defender a los nativos de la rapacidad de los conquistadores y especialmente por el establecimiento de una nueva realidad social basada en el mestizaje.

## Historia

### El origen italiano
El historiador Sverker Arnoldsson de la Universidad de Gotemburgo, en su libro La leyenda negra. Estudios sobre sus orígenes, coloca el origen de la leyenda negra en la Italia medieval, al contrario que otros autores anteriores que lo sitúan en el siglo XVI. Arnoldsson se basa en los estudios de Benedetto Croce y Arturo Farinelli para afirmar que la Italia de los siglos XIV, XV y XVI era eminentemente hostil a España. De hecho Arnoldsson divide la leyenda negra en Italia en dos partes: la más antigua (de comienzos del siglo XIV), anticatalana o antiaragonesa, y otra más moderna que se forma a partir de 1500, y que ha permanecido posteriormente.
Las teorías de Arnoldsson han sido puestas en duda por diversos historiadores. En general, se basan en los siguientes argumentos:
1. Que los primeros escritos contra los españoles se hayan escrito en Italia, no es motivo suficiente para poner allí el origen de la leyenda negra: es una reacción normal en cualquier sociedad que se ve dominada por poderes extranjeros.
2. La Leyenda negra implica una cierta «tradición», lo que no se puede afirmar del caso italiano, que se basaba exclusivamente en una reacción a la presencia reciente de tropas españolas.
3. Desde finales del siglo XV y principios del XVI, existían también muchos que admiraban a España y sobre todo a Fernando el Católico.

Maltby añade a estos argumentos la falta de un hilo conductor que una las críticas italianas con la forma canónica de la leyenda en los Países Bajos e Inglaterra.

#### El sentimiento anticatalán
En su primera forma, anticatalana o antiaragonesa, la leyenda negra comienza con la influencia política de la Corona de Aragón en determinados territorios de Italia en el siglo XIII. La presencia de príncipes, cortesanos, soldados y mercenarios (e incluso piratas) aragoneses en Italia condujo a una reacción de la sociedad local, sobre todo de las élites que se consideraban herederas de la Antigüedad romana. Los hidalgos españoles empiezan a tener fama de «rudos, ignorantes, sin intereses intelectuales» y ridículamente ceremoniosos. La expansión aragonesa en el sur de Italia también coincide con el auge del comercio en Barcelona y Valencia, competidoras para las ciudades italianas del norte a partir de 1300, sobre todo en los mercados mediterráneos occidentales. La reacción de nuevo será la extensión de una imagen de avaricia y astucia infame de los comerciantes catalanes. Un tercer punto en la percepción de la Corona de Aragón, y por extensión de la península ibérica, de los italianos es la de inmoralidad y de desmesurada sensualidad que creen ver en las cortes papales de Calixto III y su sobrino Alejandro VI, ambos de origen valenciano, la corte aragonesa de Nápoles y sobre todo de las cortesanas valencianas, que eran muy conocidas en Italia. Finalmente, los elementos no cristianos, sobre todo la influencia judía e islámica, eran vistos con desconfianza. Los judíos expulsados en 1492 llegaron en grandes cantidades a las ciudades italianas, con lo que se llegó a confundir «marrano» con «español», hasta el punto de que el papa Julio II llamaba «marrano circonciso» a su predecesor Alejandro VI. La enemistad entre españoles e italianos llegó al punto de que en 1503, tras la muerte de Alejandro VI, hubo una persecución violenta contra los detestados nepotes catalanes, que tuvo como resultado algunos muertos.
Aunque la leyenda negra anticatalana tuvo su origen en Italia, se extendió al Mediterráneo oriental con las expediciones de los almogávares, que influyeron decisivamente en el temor y rechazo que adquirieron en dicha zona, que hicieron famosa la imprecación o insulto «¡venganza catalana te alcance!».

#### El sentimiento antiespañol

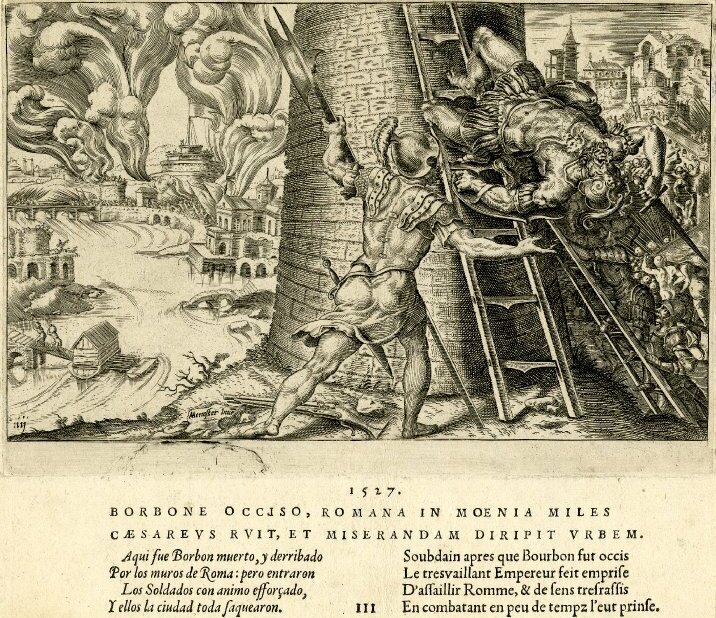
Saqueo de Roma del 6 de mayo de 1527. En un grabado de Martin van Heemskerck (1527).

Hasta 1500, los catalanes representaban a ojos de los italianos tanto a catalanes, como aragoneses, valencianos, castellanos o portugueses, en fin, a los españoles. Esta situación cambió a partir de 1500, momento en el que Castilla comenzó a tener la preeminencia política, económica y militar sobre los demás reinos de la península ibérica. Durante el siglo XVI, las intervenciones militares de tropas españolas en Italia se generalizarán, no sólo con el consiguiente rastro de destrucción y muerte que llevan las guerras, sino también con infinidad de conflictos menores causados por soldados acuartelados que no recibían sus soldadas a tiempo. Serán importantes en la formación de la opinión italiana el saqueo de Prato de 1512, en la que se calculan entre 500 y 5600 muertos, según las fuentes, y sobre todo el saqueo de Roma de 1527, a pesar de que también participaran tropas alemanas e italianas. La imagen del español cruel, astuto y rapaz se fue extendiendo. En 1559 Marcantonio da Mula comenta:

[...] è dubbio se questa brava gente abbia dato piu utile o più danno ai suoi signori da parecchi anni in quà: perchè, si come sono stati causa di donarli delle vittorie, così hanno fatto perder loro di molti cuori e volontà de' popoli col maltrattarli, e il cuore de'sudditi è la maggior fortalezza che habbia il principe.
[...] es dudoso si esta brava gente ha sido más útil o más dañina a sus señores desde hace unos años, porque, así como han sido la causa de darles victorias, también han hecho perder muchos corazones y voluntades del pueblo con maltratarlo, y el corazón de los súbditos es la mayor fortaleza que tiene el príncipe.
Marcantonio da Mula, «Relazione di Filippo II Re di Spagna letta in Senato» (1559)

También el gobierno en Nápoles y otras dependencias de la Corona Española eran causa de animadversión en la población. Así, por ejemplo, a pesar de que los impuestos no eran excesivos, se producían numerosas quejas. La Inquisición levantó muchas protestas contra el gobierno, hasta el punto de que el descontento sobre los familiares contribuyó en gran medida a los motines de 1511 y 1516 en Sicilia. En Nápoles, el simple rumor de la sustitución de la inquisición episcopal por la Inquisición española produjo un motín muy violento en 1547. El miedo, que en Nápoles llevó al asalto del cuartel de soldados españoles y a degollar a muchos, era causado en parte por sentimientos nacionalistas, ya que se veía con razón a la Inquisición como un instrumento político del rey. Finalmente, incluso la justicia española, que era «excesivamente» imparcial, se ganó la enemistad de la aristocracia y las clases privilegiadas.
En el plano cultural, los italianos se consideraban superiores a los españoles, reduciendo la cultura española a las novelas caballerescas, que los intelectuales atacaban desde el plano moral, intelectual y estético. Los italianos, a pesar de tener más afinidades con los españoles, siendo, como ellos, meridionales, los calificaban de «bárbaros», de extranjeros incultos. Con la conquista del Reino de Nápoles en los primeros años del siglo XVI, la alianza con la ciudad de Génova en 1527 y el establecimiento de algunas fortalezas en la costa toscana en 1555, Italia se encontró en la dependencia de España pero ejerció en contrapartida una fuerte influencia cultural, que impregnó las letras y las artes españolas. Durante el Siglo de oro las artes figurativas y la literatura españolas abandonaron progresivamente los modelos italianos, (todavía en auge por lo que se refiere a la poesía en la primera mitad del siglo XVI) para desarrollar generes nuevos, de indudable originalidad, como la novela picaresca. El Lazarillo de Tormes (publicado en 1554) que inició esa forma narrativa, influyó en la literatura de todo el Occidente europeo. El Quijote, publicado entre 1604/5 (primera parte) y 1615 (segunda parte), una de las máximas obras maestras de todos los tiempos, abrió el camino a la novela moderna. En la realidad las influencias tanto políticas como culturales entre España e Italia fueron recíprocas, y tan estrechas que una historia de España bajo los Austrias sin la presencia de Italia sería incompleta. De todas formas quedó sin solución un situación mal tolerada: unos cinco millones de italianos, el 40% aproximadamente de la población de Italia en aquella época (que Geoffrey Parker calcula en 13 millones de habitantes durante el período 1600-1625) tenían que sufrir la dominación de una potencia extranjera sin poder ser dueños de sus propios destinos. Esta consciencia era más dolorosa cuanto que les era evidente la superioridad de las armas españolas. En opinión de Fernand Braudel «el odio a los españoles comenzó a surgir por todas partes» en las provincias italianas hacia fines del siglo XVI. En el Reino de Nápoles, centro de descontento antiespañol, ya en 1585 estalló en su capital una insurrección espectacular, reprimida con brutalidad por los españoles. Siempre en Nápoles, algunas décadas más tarde, Pietro Cerone publicó un libro en español El melopeo y maestro (1613), que, según la estudiosa Judith Etzion, fue el inicio de la leyenda negra en la historiografía musicológica occidental.

### El origen alemán
Arnoldsson ha dado un segundo origen de la Leyenda negra en Alemania. El humanismo alemán fue muy nacionalista y se creó más bien en oposición al humanismo italiano, ensalzando a los antepasados germánicos frente al enemigo romano. Sin embargo, tanto en Ulrico de Hutten como en Martín Lutero, los dos autores más influyentes de comienzos del siglo XVI, se confunde lo italiano con das Welsche, es decir, el mundo latino o lo romance, en el que se incluye Francia, Portugal y España, con el matiz de «falso, inmoral, extranjero en oposición a lo nacional».
Lutero sintió una evidente enemistad por España, a pesar de que el país todavía no era la potencia militar y cultural que llegaría a ser más tarde, y su pensamiento tuvo una influencia posterior indudable. Para Lutero, los españoles eran ladrones, falsos, orgullosos y lujuriosos. Esta desconfianza puede tener varios orígenes, de entre los que Arnoldsson destaca:
- La identificación de Italia, España y el papismo, con lo que los españoles quedaron caracterizados como crueles, rapaces, inmorales y falsos;
- Su antisemitismo, ya que consideraba a los españoles descendientes de los judíos, «sunt plerunque Marani, Mamalucken»;
- Su temor a una invasión española y turca, pueblos que consideraba próximos.

Ideo prophetatum est Hispanos velle subigere Germaniam aut per se aut per alios, scilicet Turcam [...] Et ita Germania vexabitur et viribus ac bonis suis exhausta Hispanico regno subiugabitur. Eo tendit Sathan, quod Germaniam liberam perturbare tentat.
Así se ha profetizado que los españoles quieren subyugar Alemania, ellos mismos o por mano de otros, como por ejemplo los turcos [...] Y así se humilla a Alemania y sus hombres y propiedades son robadas, sometidos a los españoles. Esto lo intenta Satán, ya que intenta evitar una Alemania libre.
Lutero

En 1566 se publicaron las conversaciones de Lutero, en las que daba su conocida opinión sobre los españoles.
Sin embargo, no sería hasta la guerra de Esmalcalda cuando se propagarían estas opiniones entre el pueblo germano. La propaganda de guerra de la Liga de Esmalcalda era muy nacionalista e identificaba a su enemigo, el emperador Carlos V, con los extranjeros, con Roma, el catolicismo, el papa y España, a pesar de que entre los partidarios de Carlos V también había alemanes y protestantes: no querían ser «gobernados por españoles». Comienza la imagen del rey de España como adalid del Catolicismo, en parte promovida por la propia corona. Pero sobre todo contribuyeron a ese odio las tropelías de las tropas de Carlos V, compuestas por españoles, italianos y alemanes.
Hacia finales del siglo XVI se introduce en la Leyenda negra un cierto tinte racista bajo la influencia de panfletos franceses y neerlandeses: la importante proporción de judíos conversos y moros entre las tropas, su aspecto moreno y la estatura serán anatemizados por los intelectuales alemanes.

[...] Spaniern [...], die essen gern weiss Brot vnd küssen gern weisse Meidlein, vnd sind sie stiffelbraun vnd Pechschwartz wie König Balthasar mit seinem Affen.
Los españoles comen pan blanco y besan mujeres rubias con mucho gusto, y son tan marrones y negros como el rey Baltasar y su mono.
Johann Fischart, Geschichtklitterung (1575)

### El origen judío
El historiador Philip Wayne Powell añade un tercer origen entre los judíos expulsados de España. Powell coloca el comienzo de la crítica de las poblaciones judías contra España en 1480, con la creación de la Inquisición española, que se dirigía principalmente contra criptojudíos y falsos conversos. Pero fue a partir de la expulsión de 1492 que se generalizó esta opinión. A pesar de que habían sido expulsados anteriormente de casi todos los países europeos, en ningún otro habían tenido durante la Edad Media tanto arraigo, llegando a vivir lo que se ha llamado una Edad de Oro, dando una relevancia especial a esta expulsión.
Estudios de Kaplan, Yerushalmi, Mechoulan y Jaime Contreras muestran que muchos intelectuales judíos expulsados colaboraron en la extensión de la imagen negativa de España. La comunidad sefardí más importante estaba en Ámsterdam, en los Países Bajos, con dos sinagogas. Su actividad, «poco afectos al servicio de Su Majestat», llegó a provocar la protesta de los embajadores españoles ante el archiduque en Bruselas. Especialmente odiada era la Inquisición, considerada la «cuarta bestia de la que habla el profeta Daniel», justificación desnaturalizada, cúmulo de maldades, que había corrompido la sociedad. La crítica se extendió a Flandes y Venecia, donde también se habían asentado sefardíes. Así, las comunidades daban publicidad a las ejecuciones de la Inquisición, como la ocurrida en 1655 en Córdoba.
Los sefardíes se mostraron agradecidos con su nueva patria durante la guerra de los Ochenta Años: así como España era «tierra de idolatría» y de esclavitud, como la de Egipto, cuyos gobernantes sufren la maldición de Yaveh; Holanda en cambio es la tierra de la libertad, sobre la que el Dios de Israel hará caer todas las bendiciones, tal como escribieron Daniel Levi de Barrios o Menasseh Ben Israel (anteriormente llamado Manoel Soeiro). También emplearon su poder dentro de la industria editorial, tanto para apoyar a los holandeses en su lucha, como para extender la crítica hacia España.

### Críticos españoles
Diversos historiadores, comenzando por Juderías y Carbia, siguiendo con Maltby, García Cárcel o Español Bouché, han señalado la importancia de la autocrítica española, tanto en el siglo XVI como en época moderna, en la génesis de la leyenda negra. Autocrítica que no tiene comparación con la habida en otros países, tanto en el siglo XVI, como en las colonizaciones posteriores. [cita requerida]

#### LaBrevísima relación
Tras la llegada a América en 1492, surgió en la Corona de Castilla un debate sobre la forma en que debían ser tratadas las poblaciones indígenas. Inicialmente se había introducido el sistema de las encomiendas, muy similar al que se había dado a las poblaciones moriscas de Granada y también a la mita, que habían empleado los incas en época precolombina. El sistema no dejaba de ser polémico por la crueldad con la que eran tratados los indígenas. Contra la situación protestaron muchos religiosos e intelectuales, entre ellos Antonio de Montesinos, Tomás Ortiz, Vicente Valverde, Francisco de Benavides, Martín de Calatayud, Bartolomé de la Peña, Juan Fernández Angulo, Domingo de Santo Tomás, Cristóbal de Molina y Luis de Morales. Este esfuerzo continuo fructificó con la promulgación por Carlos I de España de las Leyes Nuevas en 1542, que prohibían nuevas encomiendas y ordenaban que las existentes pasasen a la corona tras la muerte de los encomenderos. Aunque con un éxito relativo, la medida no consiguió acallar el litigio.
Dentro de este ambiente de controversia, destacó sin duda Bartolomé de las Casas y su Brevísima relación de la destrucción de las Indias. La obra es una impresionante descripción de las crueldades y violencias realizadas por los españoles en América.

En estas ovejas mansas y de las calidades susodichas por su Hacedor y Criador así dotadas, entraron los españoles desde luego que las conocieron como lobos y tigres y leones crudelísimos de muchos días hambrientos. Y otra cosa no han hecho de cuarenta años a esta parte, hasta hoy, y hoy en este día lo hacen, sino despedazallas, mattallas, angustiallas, afligillas, atormentallas y destruillas por las estrañas y nuevas y varias y nunca otras tales vistas ni leídas ni oídas maneras de crueldad, de las cuales algunas pocas abajo se dirán, en tanto grado que habiendo en la isla Española sobre tres cuentos de ánimas que vimos, no hay hoy de los naturales della doscientas personas.
Bartolomé de las Casas, Brevísima relación de la destruición de las Indias (1552)

Tenia este esta costumbre, que cuando iba á hacer guerra á pueblos ó provincias, llevaba de los ya sojuzgados indios cuantos podía, que hiciesen guerra á los otros; y como no les daba de comer á diez, y á veinte mil hombres que llevaba, consentíales que comiesen á los indios que tomaban, y así habia en su real solenísima carnicería de carne humana, donde en su presencia mataban los niños y se asaban, y mataban el hombre por solas las manos y piés, que tenían por los mejores bocados.

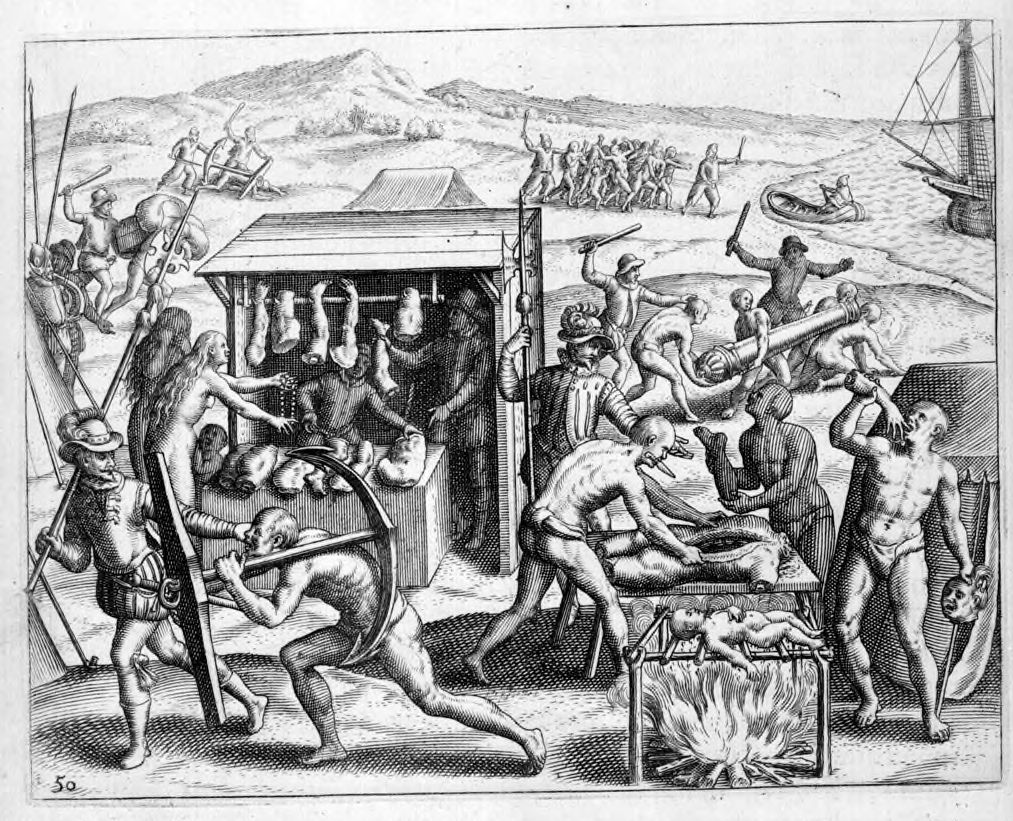
Grabado de Theodor de Bry ilustrando la Brevísima, p. 45., correspondiente al siguiente texto: Tenia este esta costumbre, que cuando iba á hacer guerra á pueblos ó provincias, llevaba de los ya sojuzgados indios cuantos podía, que hiciesen guerra á los otros; y como no les daba de comer á diez, y á veinte mil hombres que llevaba, consentíales que comiesen á los indios que tomaban, y así habia en su real solenísima carnicería de carne humana, donde en su presencia mataban los niños y se asaban, y mataban el hombre por solas las manos y piés, que tenían por los mejores bocados.

Publicó la obra en 1552 en Sevilla. La primera traducción al holandés fue en 1578, en plena guerra de independencia, y hasta 1617 tuvo 16 reimpresiones. En 1617 se publicó por primera vez en francés, con la expresa intención de apoyar a los rebeldes holandeses, y en 1800 ya se habían publicado ocho ediciones. La primera edición inglesa es de 1583; la alemana de 1597. La latina de 1598 fue profusamente ilustrada por Theodor de Bry, grabados que fueron empleados posteriormente en muchas otras ediciones, por lo que su impacto en la percepción de la leyenda negra fue enorme. La versión italiana siguió en 1626. Las licencias que se tomaron a menudo los editores y traductores convirtieron un texto que era una defensa de los indios, una protesta humanitaria, en un ataque contra España, una manifestación de Las Casas de odio o aversión a su propio país, en una descalificación de forma generalizada de la moral de sus compatriotas, que no fue en ningún caso la intención del autor.
El papel de Las Casas dentro de la leyenda negra es muy controvertido. Por una parte, están aquellos que quieren ver en sus escritos el origen de la leyenda, opinión que comenzó en el siglo XVII con Antonio de León Pinelo y Juan de Solórzano Pereira, continuó con Antonio de Solís, se mantuvo en el siglo XIX con Menéndez Pelayo y culminó en el siglo XX con Menéndez Pidal, Juderías y Carbia. Presentaron la obra de Las Casas como un cúmulo de exageraciones e inexactitudes, tratando de demostrar así que las críticas a la conquista tenían falsedades como origen, además de que restaron importancia a los excesos durante la conquista. Por la otra parte están diversos autores, como Lewis U. Hanke, Manuel Giménez Fernández, Venancio D. Carro o Juan Pérez de Tudela, que exoneran a Las Casas de ser el origen de la leyenda y culpan a los que hicieron posteriormente un mal uso de los textos. Así se han formado dos campos, los «lascasistas» y los «antilascasistas». La posición de García Cárcel es distinta, en el sentido de que niega una relación entre la vertiente europea de la leyenda negra y su vertiente americana, rechazando el carácter de «leyenda negra» de esta segunda.
Los «antilascasistas» también atribuyen a Las Casas el origen de la «leyenda dorada de los indios», que presenta a la América prehispana como una feliz Arcadia en la que no existía violencia ni maldad:

Todas estas universas e infinitas gentes a toto género crió Dios las más simples, sin maldades ni dobleces, obedientísimas, fidelísimas a sus señores naturales y a los cristianos a quien sirven; más humildes, más pacientes, más pacíficas y quietas, sin rencillas ni bollicios, no rijosos, no querulosos, sin rancores, sin odios, sin desear venganzas, que hay en el mundo. Son así mesmo las gentes más delicadas, flacas y tiernas en complisión y que menos pueden sufrir trabajos, y que más fácilmente mueren de cualquiera enfermedad, que ni hijos de príncipes y señores entre nosotros, criados en regalos y delicada vida, no son más delicados que ellos, aunque sean de los que entre ellos son de linaje de labradores.
Bartolomé de las Casas, Brevísima relación de la destruición de las Indias (1552)

Estos autores han relacionado la leyenda dorada con la creación del «indigenismo», en el sentido del noble salvaje. Esta relación ha sido discutida por García Cárcel, que afirma que entre los críticos de la conquista existen aquellos que consideraban inferior al indígena, es decir, la crítica de la conquista española y la defensa de los indígenas no iban necesariamente de la mano.
Pero el texto de las Casas no fue el único empleado en el extranjero para demostrar los desmanes de España en América. Los relatos de Girolamo Benzoni, Francisco López de Gómara y Gonzalo Fernández de Oviedo y Valdés también fueron empleadas por historiadores, filósofos, polemistas y propagandistas extranjeros. Por ejemplo, la obra de Benzoni, que tuvo más de 30 ediciones, presenta la conquista como una campaña de saqueo y exterminio; los conquistadores como crueles y sanguinarios, codiciosos e interesados sólo en enriquecerse, cobardes, sucios, traidores y responsables de la desaparición de los indígenas; los frailes «hacen de día cosas que otros se avergonzarían de hacer de noche». Al igual que en el caso de Las Casas, los historiadores se dividen entre aquellos que acusan a Benzoni de haber escrito un panfleto y los que lo consideran un autor a tener en cuenta.
Los textos sobre los desmanes españoles fueron empleados para demostrar las afirmaciones sobre el carácter cruel y codicioso del español en todo tipo de escritos posteriores. Por otra parte, servían de argumento a las potencias rivales para negar por razones morales el monopolio ibérico en América. Uno de los fenómenos más interesantes en la leyenda negra es que, con base en un hecho concreto, la conquista, es decir, los primeros 50 años, se ha extendido la condena y el descrédito a los 300 años de colonización y a todos sus aspectos.

#### Críticas a la Inquisición

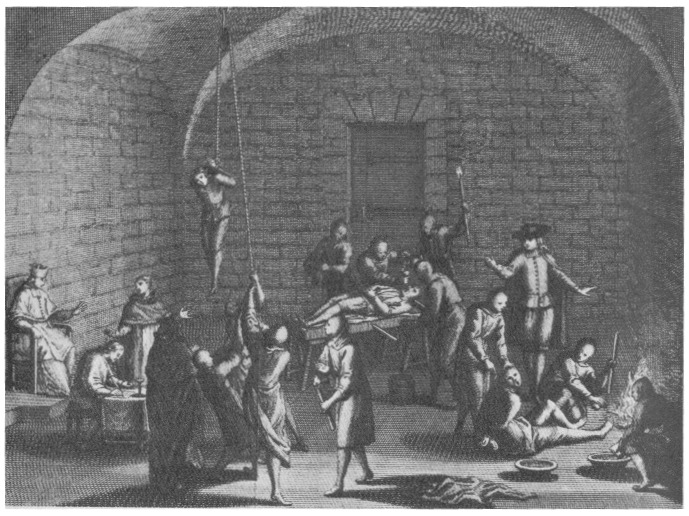
Plancha n° 10 de Picard en Mémoires Historiques (1716) de Louis-Ellies Dupin. Una de las representaciones más típicas de la Inquisición desde el.

Francisco de Encinas, con sus hermanos Jaime y Juan, fue de los primeros en criticar la persecución de los protestantes por la Inquisición española en su relato De statu belgico deque religione hispanica historia Francisci Enzinas Burgensis publicado en 1545 en español y en 1558 en francés. Según Encinas, en la Inquisición nada tenían de humanos, vivían en el lujo, «eran monstruos, secuaces de Satanás», que saqueaban España envueltos en secretismo. Se atribuye a Encinas un segundo libro, publicado bajo el seudónimo Dryander, titulado Les principaux instuments du Seigneur pour maintenir le vrai christianisme renaissant de notre temps en Espagne, publicado en Basilea o Ginebra entre 1560 y 1565, en el que menciona con mayor precisión algunos casos de protestantes perseguidos por la Inquisición.
Mayor influencia tuvo el Sanctae Inquisitionis Hispanicae Artes (Exposición de algunas mañas de la Santa Inquisición Española) publicado en Heidelberg en 1567 bajo el seudónimo Reginaldus Gonzalvus Montanus. Parece que Gonzalvus era un alias de Antonio del Corro, un teólogo protestante español exiliado en los Países Bajos. Del Corro añadió credibilidad a su relato por el conocimiento que tenía del tribunal. El libro fue un éxito inmediato, entre 1568 y 1570 hubo dos ediciones en inglés, una en francés, tres en holandés, cuatro en alemán y una en húngaro y continuó publicándose y citándose hasta el siglo XIX. El relato, en general correcto, toma la forma de un prisionero que pasa por todas las etapas del proceso y sobre todo el interrogatorio, permitiendo al lector identificarse con la víctima. Esta corrección de la descripción oculta que del Corro presenta algunas de las prácticas más extremas de la Inquisición como la regla, a todo acusado como inocente, a todo oficial de la Inquisición como taimado y vano y cada paso en el proceso como una violación de la ley natural. Del Corro, que alababa el propósito inicial de la Inquisición, es decir, perseguir a los falsos conversos, no había previsto el uso de su libro en la Leyenda Negra, de forma similar a lo que ocurrió con Bartolomé de las Casas. Estaba convencido de que la Inquisición había sido convertida por los frailes dominicos en algo execrable del que Felipe II no conocía su funcionamiento real y de que el pueblo español se oponía a la funesta institución.

#### Antonio Pérez
Antonio Pérez, exsecretario de Felipe II, caído en desgracia por tramar la enemistad del rey con su hermano y por vender secretos de estado, tuvo que huir a Aragón en 1590, donde se convirtió en protagonista de las Alteraciones de Aragón. Desde el exilio, Pérez, que se identificaba con los enemigos del rey y de Castilla en Aragón, publicó varios tratados criticando a Felipe II. Quizás el más importante fuera el titulado Relaciones, publicado por primera vez en español bajo el seudónimo de «Rafael Peregrino» en Bearn en 1591, posteriormente ampliado y publicado en 1594 en Londres con el título de Pedaços de historia.
Atribuido a José Teixeira, un exiliado portugués, partidario del pretendiente al trono portugués Antonio, y a Antonio Pérez, en 1597 se publicó en Auch, en francés, el Traicté paraenetique; un año después se volvió a publicar en La Rochelle y en Agen (edición comentada) y de nuevo en 1641. Ese mismo año, 1598, se publicó la primera traducción al flamenco y en 1626 se publicó la primera traducción al italiano. También en 1598, se publicó en Londres y en inglés, con el título Treatise paraenetical, y se volvió a editar en 1625 con el título The Spanish Pilgrime. El Traicté paraenetique era un ataque personal a Felipe II, pero también una crítica a Castilla y los castellanos. Desde el texto pretendía mostrar la división interna de la península, explicando el odio que los demás reinos peninsulares tenían a los castellanos. Presenta a los castellanos como personas «malignas y perversas», «llenas de orgullo, arrogancia, tiranía e infidelidad», descendientes de judíos y por tanto traidores en los que no puede confiar. Del rey dice que «la tiranía es tan natural para Felipe como la risa lo es a un hombre» y que envenena a todos sin hacer distinciones.
Después del primer entusiasmo, Pérez pasó a ser ignorado, pero sus escritos fueron empleados más tarde por otros autores. Las Relaciones fueron traducidas al inglés y publicadas en 1715 en Londres, posiblemente bajo influencia del gobierno, en una época en la que Inglaterra seguía una política agresiva contra España.

### Polemistas protestantes
Los protestantes se identificaban en el siglo XVI con las herejías desde la época de la conversión del Imperio romano hasta el siglo XV, lo que llevó a la creación de martirologios en Alemania e Inglaterra, colecciones de vidas de mártires descritas con mucho morbo, a menudo profusamente ilustradas, que circularon entre las clases más populares y que insuflaban la indignación contra la Iglesia Católica. Uno de los más famosos y el que más influencia tendría fue el Book of Martyrs (El libro de los mártires, 1554) de John Foxe, en parte gracias a los 50 grabados de torturas y malos tratos que lo ilustraban. A pesar de que parece haber estado mal informado y por ejemplo no mencionó los autos de fe de Valladolid, Foxe dedicó un capítulo entero a la Inquisición española, el The execrable Inquisition of Spayne.

The cruell and barbarous Inquisition of Spayne [...] now it is practised agaynst them that be neuer so litle suspected to fauour the veritie of þe Lorde. The Spanyardes, and especially the great diuines there do hold, that this holy and sacrate Inquisition can not erre, and that the holy fathers the Inquisitours, can not be deceaued. [...] Three sortes of men chiefly in daunger of the Inquisition. Three sortes of men most principally be in daūger of these Inquisitours. They that bee greatly riche, for the spoyle of their goods. They that be learned, because they will not haue their misdealynges and secret abuses to be espyed and detected. They that begyn to encrease in honor and dignitie, leste they beyng in authoritie, should worke them some shame, or dishonor. [...] yea and thoughe no worde bee spoken, yet if they beare any grudge or euill will agaynst the partie, incontinent they commaunde him to be taken, and put in an horrible prison, and then finde out crimes agaynst him at leasure, and in the meane tyme no man liuyng so hardye once to open his mouth for him. If the father speake one worde for his childe, he is also taken, and cast into prison, as a fauourer of heretickes. Neither is it permitted to any person, to enter to the prisoner: but there he is alone, in such a place, where he can not see so much as the groūde, where hee is, and is not suffred eithre to read or write, but there endureth in darkenes palpable, in horrors infinite, in feare miserable, wrastlyng with the assaultes of death. [...] Adde more ouer to these distresses & horrors of the prison, the iniuries, threates, whippings & scourgings, yrons, tortures, & rackes, which they endure. Some tymes also they are brought out, and shewed forth in some higher place, to the people, as a spectacle, of rebuke and infamie. [...] The accuser secret, the crime secret, the witnes secret: what soeuer is done, is secret, neither is the poore prisoner euer aduertised of any thyng.
La cruel y bárbara inquisición de España [...] ahora practicada en contra de aquellos mínimamente sospechosos de no favorecer la verdad del Señor. Los españoles, y especialmente las grandes dignidades allí, afirman que la Inquisición Española no puede errar y que los santos padres de la Inquisición no pueden ser engañados [...] Tres tipos de personas corren peligro por esta Inquisición. Aquellos que sean muy ricos, para expoliar sus bienes. Aquellos que sean cultos, porque no quieren que sus malas acciones y abusos secretos sean espiados y detectados. Aquellos que comienzan a crecer en honor y dignidad, a no ser que estén bajo la autoridad, les formarán alguna vergüenza o deshonra [...] y aunque no se diga ninguna palabra, si guardan algún rencor o mala voluntad contra la parte, incontinentes mandan que sea apresado y puesto en una horrible prisión y entonces inventan crímenes contra él a voluntad y mientras ningún hombre hablará por él. Si el padre habla una palabra por su hijo, también es apresado y encerrado en prisión como favorecedor de herejes. Tampoco le es permitido a nadie visitar al prisionero: y allí está sólo, en tal lugar, dónde no puede ver mucho más que el suelo, en el que se encuentra, y no se le permite leer o escribir, más aguanta en la oscuridad palpable, en horrores infinitos, triste y lleno de miedos, peleando con los asaltos de la muerte [...] Añade a estas aflicciones y horrores de la prisión, las heridas, amenazas, latigazos y flagelaciones, hierros, torturas y tormentos que soportan. Algunas veces son sacados y expuestos en algún lugar más importante, para la gente, como espectáculo, para reprobación e infamia [...] El acusador es secreto, el crimen secreto, los testigos secretos: lo que se haga es secreto, tampoco se advierte al prisionero de nada.
John Foxe, Book of Martyrs (1570)

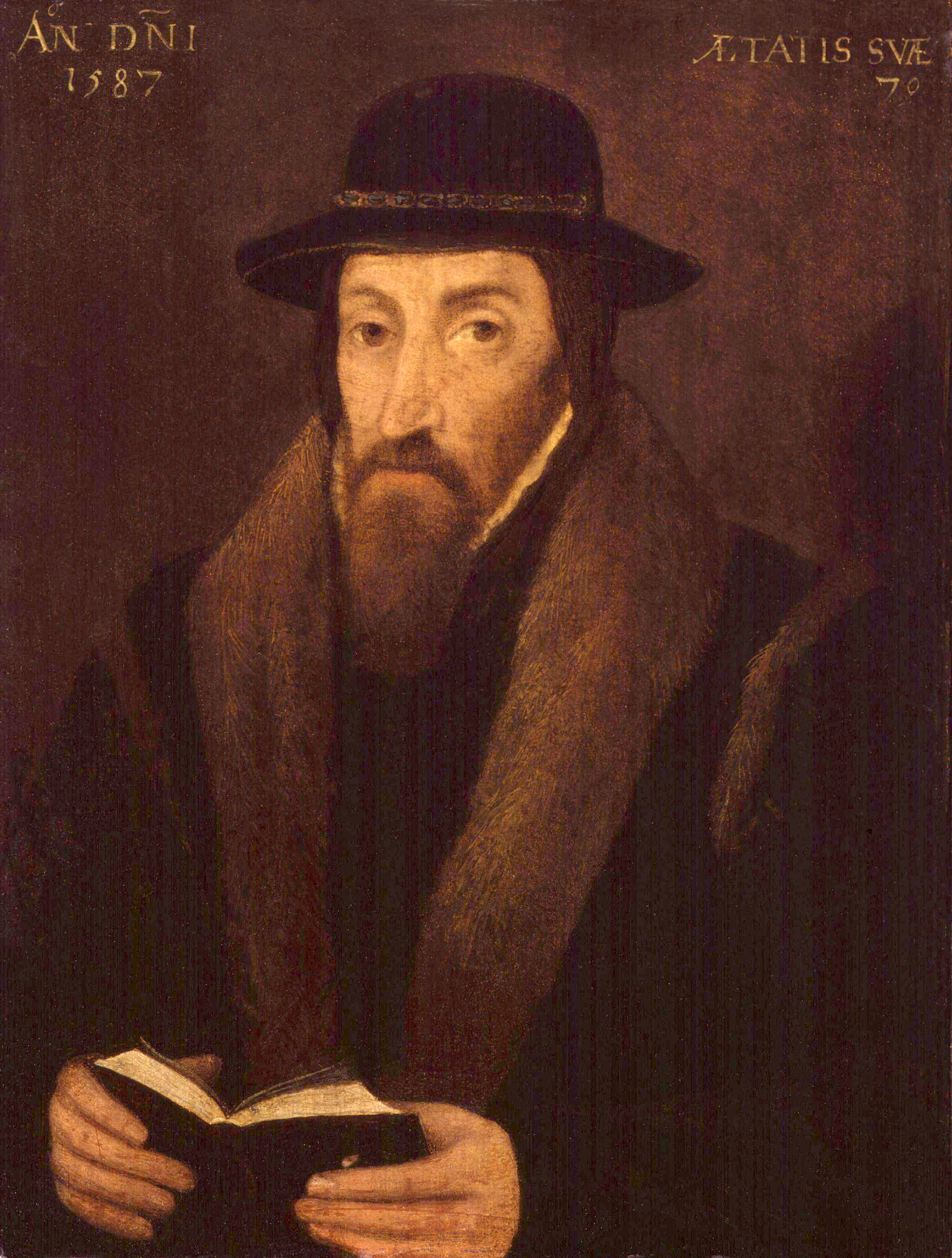
John Foxe (1516-1587) en un grabado de George Glover.

En el texto se encuentran muchos de los elementos que se repetirán más adelante: cualquiera puede ser juzgado por cualquier nimiedad, la Inquisición no puede equivocarse, los acusados lo son a menudo por dinero, envidia o para ocultar acciones de la Inquisición, si no encuentran pruebas se inventan, los prisioneros son aislados sin ningún contacto exterior en calabozos oscuros donde sufren horribles torturas, etc. Foxe ya advertía que la funesta institución podría introducirse en cualquier país que aceptara el catolicismo.
De la misma época es el Livre des martyrs del editor ginebrino Jean Crespin, que contaba con el apoyo de Calvino. Editado en 1554, se reeditó en 1564 y 1570, finalmente, ampliado por Simon Goulart, en 1582 y 1619.
Los ataques a la Inquisición y a la Iglesia católica formaban parte de una guerra de propaganda entre católicos y protestantes, que se desarrolló a partir de finales del siglo XVI.

### La forma canónica de la Leyenda negra: la independencia de los Países Bajos

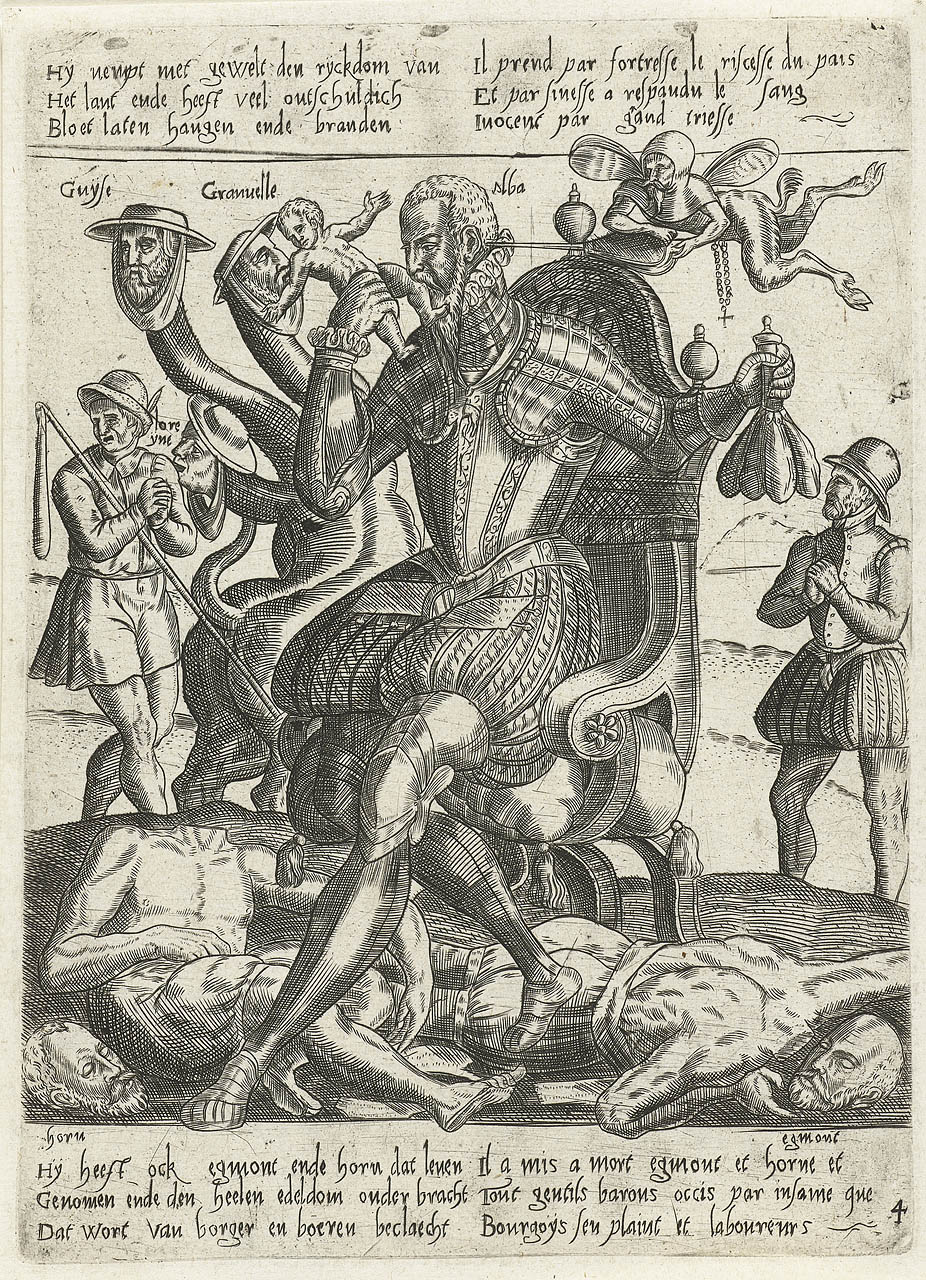
El duque de Alba en un grabado anónimo creado hacia 1572. El duque está representado comiendo a un niño con una mano, mientras con la otra sostiene bolsas de dinero; detrás, una hidra con las cabezas de Granvela y los cardenales de Guise y Lorena; a sus pies, los cadáveres decapitados de Egmont y Horn; un demonio alado con un rosario le insufla aire al oído con un fuelle.

Es en los Países Bajos donde todos los hilos mencionados se unen por primera vez en uno de los ataques propagandísticos más violentos contra el imperialismo español. El emperador Carlos V, nacido en Flandes, fue tratado de forma más benigna que su hijo, Felipe II, tanto por sus súbditos de los Países Bajos, como por los historiadores posteriores. Los nobles protestantes flamencos, aliados de Carlos V, se opusieron violentamente al gobierno de Felipe II y para ello comenzaron por atacar a sus representantes.
El primero en ser atacado fue Antonio Perrenot de Granvela, arzobispo de Malinas (1560) y cardenal (1561), que trató de reformar la organización eclesiástica flamenca: el hecho hubiese reducido la riqueza y la independencia del clero local. Granvela, que era del Franco Condado y por tanto extranjero, fue llamado «archidespreciable» y «dragón rojo» de España por sus enemigos, a pesar de no ser un servidor de España, sino del rey Felipe. La principal disputa era de los protestantes con los católicos, a los que temían por su poder, con el rey al frente. Sin embargo, para los dirigentes implicados, estaba claro de que se trataba de un problema político y no religioso, así lo dijo el duque de Alba e incluso el embajador francés. Quizás el que sufrió los mayores ataques fue el duque de Alba, la gran bestia negra de los flamencos, encargado de acabar con la sublevación de los nobles y los iconoclastas protestantes. Para ello creó el Tribunal de los Tumultos, conocido por sus enemigos como «Tribunal de Sangre», en el que se ajustició a muchos de los rebeldes, incluidos a importantes nobles y aristócratas. La guerra que siguió fue atroz por ambos lados; el que se recuerde principalmente al duque de Alba y la crueldad española es, según Joseph Pérez, debido a que la historia la escribe el vencedor y las víctimas fueron consideradas a posteriori héroes fundadores de Holanda. La leyenda negra del duque de Alba, sediento de sangre, monstruo de crueldad, llega a nuestros días y a los niños holandeses se les asusta con su nombre si se portan mal. No ha sido hasta el siglo XX que se ha podido limpiar el nombre del duque de Alba: uno de los mayores generales de su época, fino estratega, inflexible con la disciplina (castigaba los excesos injustificados de sus tropas contra la población), político sagaz, uno de los hombres más cultos de su época, que comandaba en Flandes un ejército de 54 000 soldados, de los que sólo 7900 eran españoles y 30 400 eran flamencos.

Alegoría de la tiranía del duque de Alba, una obra en la que se critican los tribunales de Sangre en los que fueron condenados importantes aristócratas rebeldes. Obra de Dirck van Delen.

Desde el principio, los flamencos hicieron un amplio uso de la propaganda, aprovechando su pujante industria editorial, en lo que llegó a llamarse la «guerra de Papel». Libelistas fueron el pintor Lucas de Heere, el poeta Van der Noot, el geógrafo Ortelius y muchos otros. Uno de los principales propagandistas fue Felipe de Marnix de San Aldegonde, teólogo muy vinculado a Calvino, que posteriormente entraría a trabajar para Guillermo de Orange. Marnix, que había estado en Alemania, empleó todos los recursos a su disposición: los crímenes de las tropas españolas en la guerra de Esmalcalda, el parecido de españoles y turcos, sugiriendo una alianza de ambos, la maldad del duque de Alba, etc., afirmaciones que repetiría en la Dieta de Worms en 1578. Los panfletistas también apelaban al miedo a la Inquisición española, afirmando que el rey quería introducirla en los Países Bajos, empleando elementos de obras críticas publicadas anteriormente para explicar lo que ocurriría en tal caso. Incluso se llegó a publicar un documento falso del Santo Oficio que declaraba a todos los holandeses culpables de lesa majestad y amenazaba con una confiscación de bienes generalizada; documento que fue considerado auténtico por historiadores holandeses hasta el siglo XIX.

#### LaApología del príncipe d'Orange
Guillermo de Orange, que se había convertido en el líder de los rebeldes, fue nombrado en 1576 estatúder (no soberano) de las Provincias Unidas, por lo que se puede suponer que la rebelión todavía no se dirigía contra rey. En 1576 las tropas españolas, tras amotinarse por no recibir la soldada, saquearon Amberes, hecho que también pasarían a formar parte de la Leyenda negra, como epítome de la crueldad española. Ese mismo año, Felipe II puso precio a la cabeza de Guillermo de Orange, que contraatacó publicando su Apología del príncipe d'Orange. La Apologie ou Défense du très illustre Prince Guillaume [...] contre le ban et édict publié par le roy d'Espagne [...], en realidad escrita por su capellán, Pierre L’Oyseleur, fue la ruptura definitiva de Guillermo con Felipe II y se puede considerar el acta de nacimiento de la Leyenda negra. El panfleto reproducía acusaciones anteriores contra el duque de Alba, generalizando las culpas y las características de crueldad, barbarismo y saña a todos los españoles: los soldados españoles violaban a las mujeres enfrente de maridos e hijos. También retomaba las acusaciones italianas y alemanas de mezcla de razas, acusando a los españoles de judíos y moros.

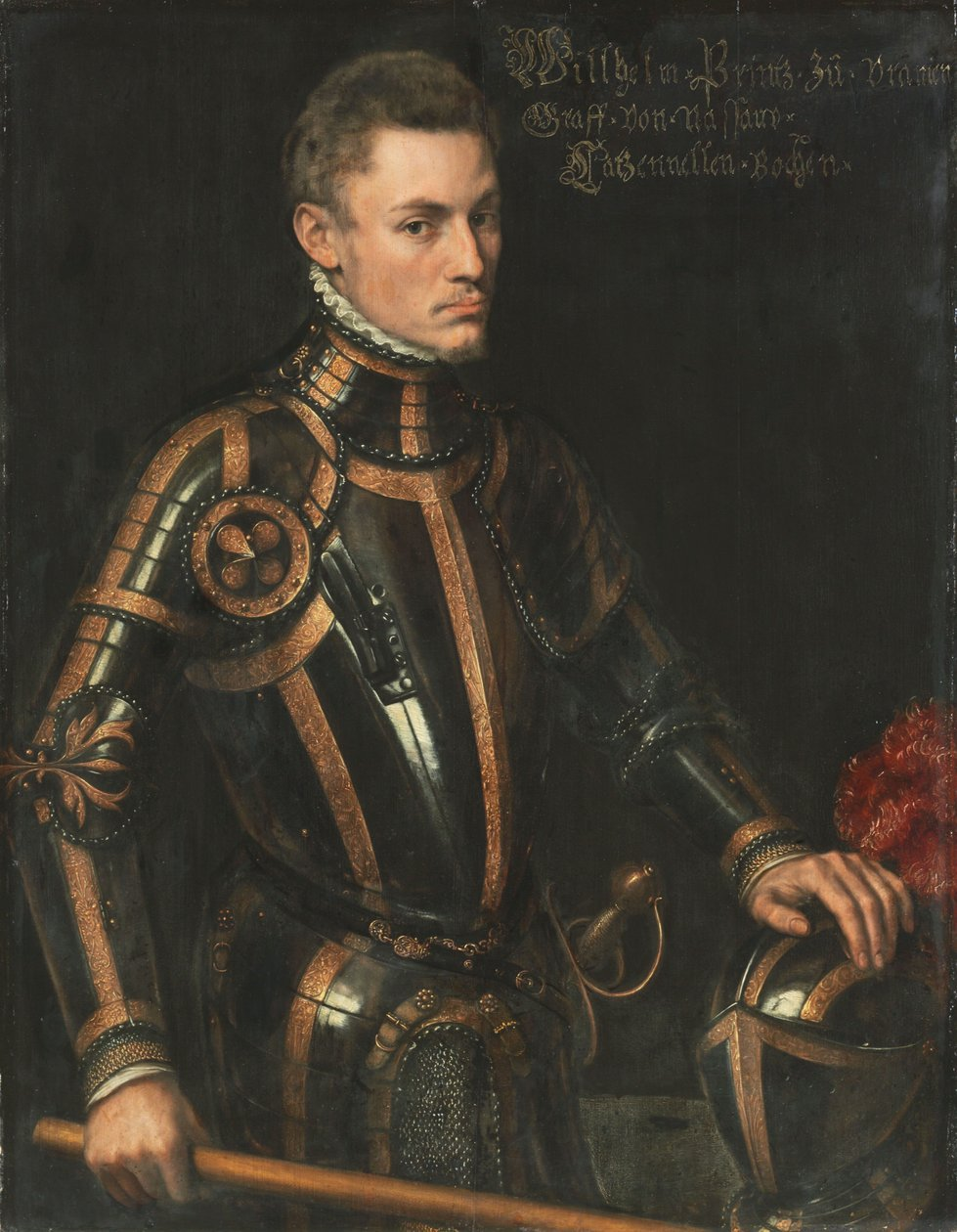
Guillermo de Orange (1533-1584), copia de C. Garschagen de una obra de Antonio Moro.

Pero no sólo reprodujo ideas anteriores, sino que elaboró argumentos nuevos. Atacó personalmente al rey, Felipe II, acusándolo de mujeriego, adúltero, de haber tenido relaciones incestuosas con su hermana, de bigamia, de asesino de su esposa Isabel de Valois y finalmente lo acusó de haber detenido, condenado y ejecutado a su propio hijo y heredero, Carlos. Todas las acusaciones acabaron en el olvido, a excepción del sobrenombre «el Demonio del Sur» y de la historia de «Don Carlos», que a partir de ese momento formó parte inseparable de la Leyenda negra. Varios historiadores la tomaron por cierta, como Pierre de Brantôme (Memorias, 1665) y Jacques Auguste de Thou (Historia sui temporis, 1620). En las artes, el camino lo abriría César Vichard de Saint-Réal en 1672 con su obra Dom Carlos. Aunque en su mayoría fantástica, fue tomada por real por varios autores posteriores, que retomarían la trama. Así, el Don Karlos, Infant von Spanien de Friedrich Schiller, publicado en 1787, estaba basado en la historia de Saint-Réal y en History of Philip II de Robert Watson. El impulso dado al tema por Schiller hará que se publiquen varias obras y alguna ópera con la misma trama, de las que la más famosa sin duda es el Don Carlos de Giuseppe Verdi. Otro punto nuevo que introdujo en sus críticas fue la intolerancia religiosa española, que se vería reflejada tanto en la persecución de los protestantes por parte de la Inquisición, como en la crueldad de los españoles en América.
El mérito de Guillermo de Orange es haber reunido una serie de informaciones, rumores y críticas dispersas y reunirlas para formar un sistema coherente y eficaz de propaganda. Como resultado, se ha mantenido hasta hoy la percepción de que en la guerra de Flandes se opusieron «todo lo que es bueno, verdadero y libre contra los poderes de la oscuridad, la intolerancia y la superstición».

### El ascenso de Inglaterra
El antihispanismo inglés estaba basado en razones morales, más que intelectuales, al contrario que el flamenco, y en una creencia en la maldad inherente de los españoles. Las razones que impulsaron a los autores ingleses a escribir este tipo de literatura se pueden dividir en tres: la defensa de la Reforma Protestante, el apoyo a las políticas del gobierno y el aliento a la aventura de ultramar. Aparece a la vez que las primeras consciencias y estereotipos nacionales en el Renacimiento. Maltby aventura que fue un instrumento propagandístico empleado por Inglaterra para justificar sus acciones y unir voluntades, que más tarde pasó a formar parte de la historiografía general.
Inglaterra, que veía con simpatía la revolución de los Países Bajos e incluso llegó a enviar tropas en 1585, era terreno fértil para los panfletos holandeses. También hubo numerosos polemistas propios e incluso la reina Isabel I justificó el apoyo a los rebeldes con su propia «declaración», aunque evitó escrupulosamente criticar la figura del rey español. Pero son los cronistas, como Holinshed, Camden y Baker, los que dan una medida de la aceptabilidad del antiespañolismo entre los intelectuales de inteligencia crítica y, por tanto, cuanto fue transmitido a generaciones posteriores. Al contrario que en los propios Países Bajos, en Inglaterra no circulaba propaganda o escritos favorables a España o el catolicismo.
El enfrentamiento de Inglaterra y España era inevitable tras recibir esta última la bula papal y firmarse el Tratado de Tordesillas, por los que España reclamaba todos los territorios al oeste del meridiano 46°37′ longitud oeste. A causa de la debilidad de Inglaterra, la reina Isabel quería evitar un enfrentamiento directo, así que todos los viajes y exploraciones realizados por ingleses eran «no oficiales» y por tanto tratados como actos de piratería por los españoles. Los desagradables encuentros con las autoridades españolas fueron relatados de forma muy subjetiva por los navegantes que se aventuraron hacia occidente, entre los que se contaban Francis Drake y John Hawkins. Sus aventuras ejercieron una atracción irresistible entre el público local, extendiendo la idea del carácter español como «traicionero y cruel», en el que no hay nada positivo. Especialmente importante fueron las publicaciones de Richard Hakluyt, que fue un influyente agente promocionando la exploración y el colonialismo inglés, y de su albacea, el reverendo Samuel Purchas.

#### La Armada Invencible
Hacia 1588, la guerra no declarada realizada por los piratas ingleses había llegado a un punto que decidió a Felipe II a enviar la «Grande y Felicísima Armada» para invadir las islas británicas. El fracaso de la misión es bien conocido y se ha convertido en uno de los puntos más recurrentes de la leyenda negra española. En Inglaterra es considerada uno de los momentos más brillantes de su historia, representa la superioridad moral y militar de la nación, la victoria del protestantismo y el liberalismo frente al oscurantismo romano. Sin la Armada, es posible que los panfletos antiespañoles hubiesen sido olvidados, pero al organizar un intento de invasión en toda regla, a ojos de los ingleses, los españoles demostraban que todas las acusaciones que se habían hecho hasta el momento eran ciertas. Así, la propaganda añadió dos nuevas características al carácter español: la cobardía y la incompetencia.
Se dieron dos explicaciones de la «derrota». La primera fue el «carácter español»:

[...] none more glories in his Chivalry than the Spaniard: But I suppose his religion and stomach be equally poised: the one false the other faint, that what they attempt, is not to be overcome with prowess, but to suppress with multitudes: for their service in wars in either by policy to circumvent by perjury, to entail by treason, to undermine, or by some little martial practice to weaken the enemy, whom if they find valiantly to resist, their brave once cooled, they seldom or never dare give another Encounter [...]
[...] nadie tiene más glorias en su caballerosidad que el español. Pero supongo que su religión y su estómago están compuestos de la misma manera: el uno falso, el otro débil, aquello que intentan no se realiza con valor y destreza, sino para ser suprimido con multitudes: porque su servicio en las guerras bien como política tratan de sortear con perjurio, para implicar por traición, para minar, o bien debilitar al enemigo a través de algún pequeño ejercicio marcial, que si es tan valiente de resistir, enfriada su valentía, rara vez o nunca se atreven a dar otro encuentro [...]
Robert Greene, Spanish masquerado (1589)

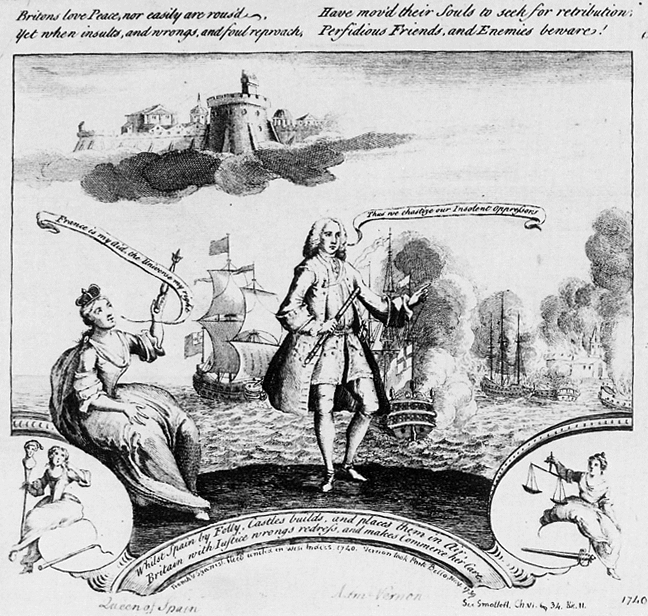
Sátira británica de 1740, publicada a raíz de la guerra del Asiento, en la que se puede leer la leyenda «Los españoles construyen castillos en el aire, los británicos le otorgan su importancia al comercio».

La segunda fue que Dios estaba de parte inglesa, como explicó Thomas Nash, «así murieron nuestros enemigos, así lucharon los cielos por nosotros; [...]», e incluso la propia reina, que preguntaba a los mercaderes de la Hansa:

And if the victorious hand of God had not herein derided the cunning devises and purposes of the Spaniards, if it had not scattered so great a terror to all Christendom and drenched their carcasses in the sea, what should the state of the said Hanse merchants have been?
¿Y si la victoriosa mano de Dios aquí no hubiese burlado los maliciosos ingenios y propósitos de los españoles, si no hubiese dispersado tanto terror a toda la cristiandad y empapado sus carcasas en el mar, cuál sería el estado de los tales mercaderes de la Hansa?
Isabel I de Inglaterra

Los autores de la época también exageraron el tamaño de la invasión, redujeron su propia importancia e incluso inventaron episodios que nunca ocurrieron. Como ejemplo se puede mencionar a William Cecil, que afirmó sin rubor que la flota española al completo, con sus 160 barcos, había sido «perseguida furiosamente» por 50 barcos ingleses en su huida alrededor de Inglaterra. Otro cuento que ha sido repetido hasta nuestros días fue inventado por Petruccio Ubaldini, un florentino asentado en Inglaterra, que afirmaba que la explosión por razones desconocidas en la santabárbara de uno de los barcos españoles había sido causada por un artillero flamenco, que se habría suicidado de esa forma porque un capitán de la infantería española había violado a su mujer e hija, «de acuerdo con la costumbre de ese país». Muchos panfletos conjeturaban lo que habría pasado si las tropas españolas hubiesen invadido efectivamente el país, dando rienda suelta a imágenes de látigos, cadenas y torturas. Thomas Deloney incluso lo expresó con todo detalle en un largo poema, dedicando veinticuatro estrofas sólo a explicar los tipos y características de látigos que emplearían los españoles para flagelar a los ingleses.
En los años siguientes, el tono de las crónicas y panfletos ingleses no cambió. Se celebraban y justificaban los ataques ingleses, se inflaban sus victorias y se ignoraban las españolas —o se convertían en victorias propias—, extendiendo y asentando la leyenda de la incompetencia militar española. Pero aun así, la violencia del ataque propagandístico fue decayendo poco a poco.

### El enfrentamiento con Francia y Portugal
El antiespañolismo apareció en Portugal a raíz de la toma de poder de Felipe II en 1580. Los partidarios de los demás pretendientes y, posteriormente, ambos nacionalismos elevaron una espiral de réplicas y contrarréplicas entre portugueses y españoles. El panfletista de más éxito fue José Teixeira, mencionado más arriba, que en sus panfletos publicados en Inglaterra hablaba como si Felipe II hubiese realmente tomado preso, cargado de cadenas y enviado a galeras al anterior rey de Portugal, Sebastián I.

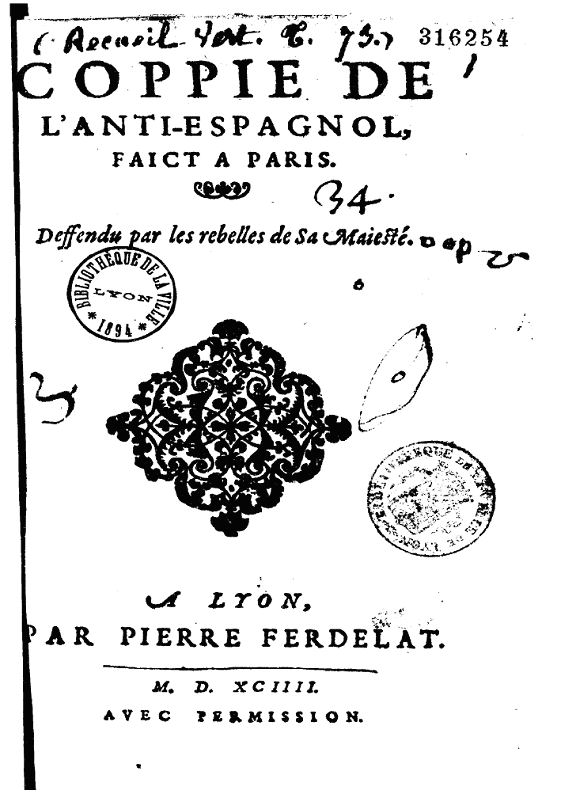
Portada del Coppie de L'Anti-Espagnol de Antoine Arnauld.

Las relaciones de vecindad entre Francia y España han sido a menudo difíciles y esta variable enemistad se expresaba en ambos países en textos diversos, llegándose a hablar de una «antipatía natural» entre los dos pueblos, como intentaba racionalizar Carlos García en 1617 con la publicación de La oposición y conjunción de las dos grandes luminarias de la tierra o de la antipatía natural de franceses y españoles. Los primeros panfletos franceses se generaron en el tercer decenio del siglo XVI, durante el enfrentamiento bélico entre Carlos I y Enrique II, pero ganaron intensidad a partir de 1567: de un total de 822 folletos, en la década de 1580 se publicaron 197 y en la siguiente 303. El historiador Vicente Salavert relaciona esta ofensiva panfletaria con una reacción de pánico, con la que se pretendía ridiculizar el objeto del miedo. A partir de 1635, la imagen presentada cambia y es la de un país acabado y agonizante.
En 1590 se editó el Antiespañol de Antoine Arnauld, que informaba a sus compatriotas de la,

l'auarice inſatiable, de la cuauté Tigreſque, de la ſale & monſtrueueſe luxure de l'Eſpagnol, l'embraſement d'vne grande partie de ton corps, le pillage general des threſors [...] le rauiſſement de tes femmes, filles & ieunes garçõs forzes par ces Mores en la preſence de leurs peres, freres, maris, liez & garrotez aux pieds des licts [...]
[...] insaciable avaricia [de los españoles], su crueldad mayor que la del tigre, su repugnante, monstruoso y abominable lujo: su incendio de casas, su detestable saqueo y pilaje [...] su lujuriosa e inhumana desfloración de matronas, esposas e hijas, su incomparable y sodomítica violación de muchachos, que los semibárbaros españoles cometieron en presencia [... de] padres, esposos o parientes [...]
Antoine Arnauld, Coppie de l'Anti-espagnol, faict à Paris. Deffendu par les rebelle de Sa Majesté (1594) p. 66.

En el siglo XVI, las críticas francesas se centraban en los siguientes puntos:
- El carácter de los reyes españoles: avaricia (fiscalidad gravosa), crueldad (maltrato de las reinas) y usurpación (enajenación de Navarra). Cada rey recibe sus críticas, pero sobre todo Felipe II sale mal parado: cristiano nuevo, sarraceno, judío, intrigante ambicioso, tirano, gobernado por la Inquisición.
- El sistema político español sería limitado y con bases poco estables. Su opresión habría provocado revueltas en Flandes y América, e incluso vascos, asturianos, gallegos y aragoneses no soportarían la arrogancia castellana.
- La violencia religiosa contra inocentes, sobre todo de la Inquisición.
- El carácter español, principalmente las acusaciones de cobardes y fanfarrones.

A partir del siglo XVII las principales críticas serían:
- El imperialismo militar español, especialmente en el Tratado de las usurpaciones de los reyes de España sobre la Corona de Francia desde Carlos VII (1625), de Christophe Balthazar, reeditado 20 veces.
- La hipocresía española, sobre todo en relación con la religión y la Inquisición.
- Las teorías sobre el tiranicidio de los jesuitas Juan de Mariana o Francisco Suárez también produjeron muchas críticas.[117]

Las críticas francesas no hubiesen tenido mayor importancia si Francia no se hubiese convertido durante la Ilustración en el centro intelectual de Europa. La preeminencia cultural de Francia en Europa y América fijó el tono del prejuicio antiespañol, e incluso antihispano, de la interpretación histórica prevalente en los siguientes dos siglos.

### La Ilustración
Hacia finales del siglo XVI, las guerras de religión habían dejado claro que tratar de conseguir Estados religiosamente uniformes estaba abocado al fracaso. Los pensadores en los Países Bajos y Francia comenzaron a afirmar que un Estado debía ocuparse del bienestar de sus ciudadanos aun a costa de permitir la herejía: tolerancia a cambio de paz social. A partir del siglo XVII se comenzó a discutir la libertad de conciencia: los Estados que realizaban persecuciones religiosas no sólo eran poco cristianos, sino que además eran ilógicos. Hacia finales del siglo XVII ya comenzaba a pensarse que la diversidad era más natural que la uniformidad, y que, de hecho, la uniformidad perjudicaba la riqueza de un pueblo.
España, que había entrado en decadencia económica a mitad del siglo XVII, era la demostración: la expulsión de los judíos y otros ciudadanos industriosos, ricos y leales sería la causa última. Además, en el caso español, las confiscaciones y multas de la Inquisición agravarían el problema, ya que dirigían el dinero hacia áreas no productivas de la Iglesia. La existencia de la Inquisición sólo podía explicarse por el empleo de la fuerza o porque el espíritu de la gente estaba debilitado, pero nunca por voluntad propia, lo que desembocaría en una falta de imaginación y de aprendizaje; España, a pesar del Siglo de Oro y de que la Inquisición en general se enfocaba exclusivamente a asuntos doctrinales, es representada a partir del siglo XVII como un país sin literatura, arte o ciencias.
Uno de los críticos más importantes de las persecuciones religiosas y de la Inquisición fue Pierre Bayle (1647-1706). Su conocimiento de España y los españoles se basaba en buena parte en los relatos de la condesa d'Aulnoy y fue él quien reunió los diversos argumentos de la leyenda negra en un todo, en un envoltorio literario salpicado de ironía, lógica, evidencias cartesianas y un cierto gusto por lo escandaloso, que lo convertía en una lectura popular.
Los grandes pensadores de la Ilustración también emplearon con profusión el «ejemplo español» para criticar el Antiguo Régimen y su ideología. Montesquieu veía en España el perfecto ejemplo de la mala administración de un Estado bajo influencia del clero: la Inquisición —anacrónica, irracional e irreligiosa— sería la culpable de la ruina económica de los Estados, la gran enemiga de la libertad política y de la productividad social. Las críticas de Montesquieu contra España se encuentran sobre todo en sus Cartas Persas y El espíritu de las leyes.

Car il faut savoir que, lorsqu'un homme a un certain mérite en Espagne, [...] il ne travaille plus. [...] Celui qui reste assis dix heures par jour obtient précisément la moitié plus de considération qu'un autre qui n'en reste que cinq, parce que c'est sur les chaises que la noblesse s'acquiert.
Bueno es saber que cuando un hombre tiene cierto mérito en España, [...] ya no trabaja. [...] El que se está sentado diez horas al día logra una mitad más de consideración que el que descansa cinco horas, porque la nobleza se adquiere en las sillas.
Montesquieu, Carta LXXVIII, Rica à Usbek, à***

Pero ningún autor del siglo XVIII contribuyó tanto a desacreditar la persecución religiosa como Voltaire. Voltaire unió los argumentos religiosos y filosóficos de Bayle y los económicos y políticos de Montesquieu para crear definitivamente el mito moderno de «La Inquisición», metonimia de todas las peores formas de persecución religiosa.
El abate Guillaume-Thomas Raynal consiguió una fama equivalente a la de Montesquieu, Voltaire o Rousseau con su libro Histoire philosophique et politique des établissements et du commerce des européens dans les deux Indes («Historia filosófica y política de los establecimientos y del comercio de los europeos en las dos Indias»), hasta el punto de que en 1789 se le consideraba uno de los padres de la Revolución francesa. En esta obra, publicada en Ámsterdam, Ginebra, Nantes y La Haya entre 1770 y 1774, culpa a la Inquisición de matar la vida intelectual española: «elle [l'Espagne] resta stupide dans une profonde ignorance» («ella [España] permaneció estúpida en una profunda ignorancia») y opina que para devolver a España al concierto de las naciones es necesario eliminar la Inquisición, para que sea posible traer a extranjeros de todas las creencias, que son los únicos que pueden conseguir «buenas manufacturas» en un tiempo razonable; los obreros indígenas tardarían siglos en conseguir lo mismo. Sobre la imagen más primitiva de España, destaca el hispanista francés Bartolomé Bennassar, en su obra Le Voyage en Espagne, que los filósofos franceses de la Ilustración no se moderaron en su juicio crítico con España, que era para ellos más conocida por la Inquisición que por el resto de aportaciones a la cultura universal.
Una de las obras más importantes del siglo, L'Encyclopédie, también critica ampliamente a España en diversos artículos escritos por Louis de Jaucourt. El caballero Jaucourt aprovecha para lanzar invectivas contra el país y su cultura en muchos de los artículos que escribe: entre ellos, en «España», «Iberia», «Países Bajos», «lana», «monasterio», «título» (se refiere a los nobiliarios), etc.; quema de la que sólo se salva el artículo sobre el vino, en el que alaba los vinos españoles, aunque al final avisa de que su abuso puede causar enfermedades incurables. Las críticas son especialmente feroces en el artículo «Inquisición»:

Il faut que le génie des Espagnols eût alors quelque chose de plus impitoyable que celui des autres nations. On le voit par les cruautés réfléchies qu'ils commirent dans le nouveau monde: on le voit surtout par l'excès d'atrocité qu'ils portèrent dans l'exercice d'une juridiction où les Italiens ses inventeurs mettaient beaucoup de douceur. Les papes avaient érigé ces tribunaux par politique, et les inquisiteurs espagnols y ajoutèrent la barbarie la plus atroce.
Hacía falta que el genio de los españoles aun tuviera algo más implacable que el de las demás naciones. Se ve en las crueldades pensadas que cometieron en el nuevo mundo: se ve sobre todo por el exceso de atrocidades que usaron en el ejercicio de una institución en la que los italianos, sus inventores, pusieron mucha dulzura. Los papas habían erigido estos tribunales por política, y los inquisidores españoles añadieron la barbarie más atroz.
Louis de Jaucourt, L'Encyclopédie, vol VIII, pág. 774 b.

Tras la publicación de L'Encyclopédie, se acometió un proyecto más ambicioso, el de la Encyclopédie méthodique, una enciclopedia en 206 volúmenes. El artículo sobre España (1783) fue escrito por Masson de Morvilliers, autor de la famosa pregunta «¿Qué se debe a España?», cuya respuesta implícita es: «nada».

Aujourd'hui le Danemark, la Suède, la Russie, la Pologne même, l'Allemagne, l'Italie, l'Angleterre et la France, tous ces peuples ennemis, amis, rivaux, tous brûlent d'une généreuse émulation pour le progrès des sciences et des arts! Chacun médite des conquêtes qu'il doit partager avec les autres nations; chacun d'eux, jusqu'ici, a fait quelque découverte utile, qui a tourné au profit de l'humanité! Mais que doit on à l'Espagne? Et depuis deux siècles, depuis quatre, depuis dix, qu'a-t-elle fait pour l'Europe?
Hoy Dinamarca, Suecia, Rusia, incluso Polonia, Alemania, Italia, Inglaterra y Francia, todos pueblos enemigos, ¡todos arden por una generosa emulación del progreso de las ciencias y las artes! Cada uno medita las conquistas que debe compartir con las demás naciones; cada uno de ellos, hasta ahora, ha hecho algún descubrimiento útil, ¡que se ha convertido en provecho para la humanidad! Pero ¿qué se debe a España? Desde hace dos, cuatro, diez siglos, ¿qué ha hecho España por Europa?
Masson de Morvilliers, L'Encyclopédie méthodique, vol I, «Géographie moderne»

El historiador Ronald Hilton ha dado mucha importancia a este tipo imagen de España del siglo XVIII. Habría proporcionado el entramado ideológico a Napoleón para su invasión en 1807: la ilustrada Francia lleva su luz a la atrasada y oscura España.

### Los relatos de viajeros y la Inquisición en la ficción
El supuesto carácter español se verá publicitado en el género literario más popular del siglo XVII: los relatos de viajes. En 1673, Francis Willoughby en su A Relation of a Voyage Made through a Great Part of Spain (Un relato de un viaje por gran parte de España) concluye lo siguiente:

Spain is in many places, not to say most, very thin of people, and almost desolate. The causes are:
1. A bad Religion
2. The Tyrannical Inquisition
3. The multitude of Whores
4. The barrenness of the soil
5. The wretched laziness of the people, very like the Welsh and Irish, walking slowly and always cumbered with a great Choke and a long Sword
6. The expulsion of Jews and Moors, [...]
7. Wars and Plantations.
España es en muchos lugares, por no decir la mayoría, escasa en gente, y casi desolada. Las causas son:
1. Una mala religión
2. La tiránica Inquisición
3. La multitud de putas
4. La esterilidad del suelo
5. La infeliz desidia de sus gentes, muy similar a la de galeses e irlandeses, caminando lentamente y siempre bajo el peso de gran congoja y larga espada
6. La expulsión de judíos y moros, [...]
7. Guerras y latifundios.
Francis Willoughby A Relation of a Voyage Made through a Great Part of Spain (1673)

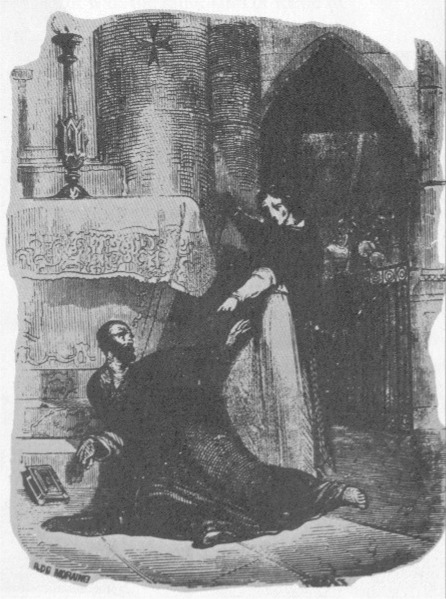
Ilustración de Les mystères de l'Inquisition (1844) de Madame de Suberwick. Paula, la protagonista ultrajada, da muerte al Gran Inquisidor Arbués. Este tipo de ilustraciones tuvieron una importancia capital a la hora de formar la opinión del público.

Uno de los primeros y el más influyente fue el relato de la condesa d'Aulnoy de 1691, en el que se ennegrece de forma consistente todos los logros españoles en las artes y las ciencias. Durante el siglo XVII se puede mencionar además al abate Bertaut, a Antoine de Brunel y a Bartolomé Joly. A partir del siglo XVIII hay que añadir a la lista a Juan Álvarez de Colmenar, Jean de Vayarac (1718), Pierre-Louis-Auguste de Crusy, marqués de Marcillac, Edward Clarke, Henry Swinburne, Tobias George Smollett, Richard Twiss e innumerables otros que extienden la Leyenda negra. Se ha señalado que los escritores de la Ilustración obtuvieron su conocimiento sobre España de estos relatos.
Hacia la mitad del siglo XVIII los gustos del público cambiaron, es la época de la creación de la novela gótica, especialmente popular en Inglaterra (Gothic novel) y en Alemania (Schauerromantik). Se caracteriza por transcurrir su acción en un Medioevo indeterminado en el que se contrastan el terror del marco escénico y de los personajes —sobre todo inquisidores y jesuitas— con la inocencia de los protagonistas, jóvenes virtuosos, «naturales», de gran sentido común y de religiosidad benévola. Las diferentes inquisiciones se funden en un todo único, basado claramente en el modelo español, donde destaca el secretismo y la austeridad implacable del tribunal, que a pesar de la irracionalidad teológica, los procedimientos injustos y la implacable persecución de sus víctimas, sirve a menudo de justicia literaria. Ejemplos son The Monk (El monje; 1796) de Matthew Lewis, The Pendulum (El pozo y el péndulo; 1843) de Edgar Allan Poe o The Vale of Cedars, or, The Martyr (El valle de los cedros, o La mártir; 1850) de Grace Aguilar.
La literatura erótica del siglo XVIII evolucionó durante el XIX hacia novelas que muestran la degeneración sexual de figuras del Antiguo Régimen, entre ellos naturalmente también el «inquisidor libidinoso». Se caracterizan por «rehabilitar» al pueblo español; la Inquisición es atribuida a la Iglesia, a santo Domingo y a reyes débiles que se agarran al poder; al contrario que en la novela gótica, la Inquisición es mostrada de forma voluptuosa y excesiva, llena de hipocresía y codicia. El tema aparecerá de forma intermitente durante todo el siglo XIX. Quizás la novela más característica sea Les mystères de l'Inquisition et autres societés secrets d'Espagne (1844) de Madame de Suberwick, que escribía bajo el seudónimo Victor de Féréal.
El poder del terror producido por la simple mención del nombre de la «Inquisición», sobre todo la española, se mantuvo hasta mediados del siglo XX como símbolo universal de la represión, gracias a obras como Los hermanos Karamázov (1879) de Dostoyevski, cuyo Gran Inquisidor se convirtió en un personaje prototípico, El Greco pinta al Gran Inquisidor (1936) de Stefan Andres o Goya (1951) de Lion Feuchtwanger.

### La «leyenda amarilla»

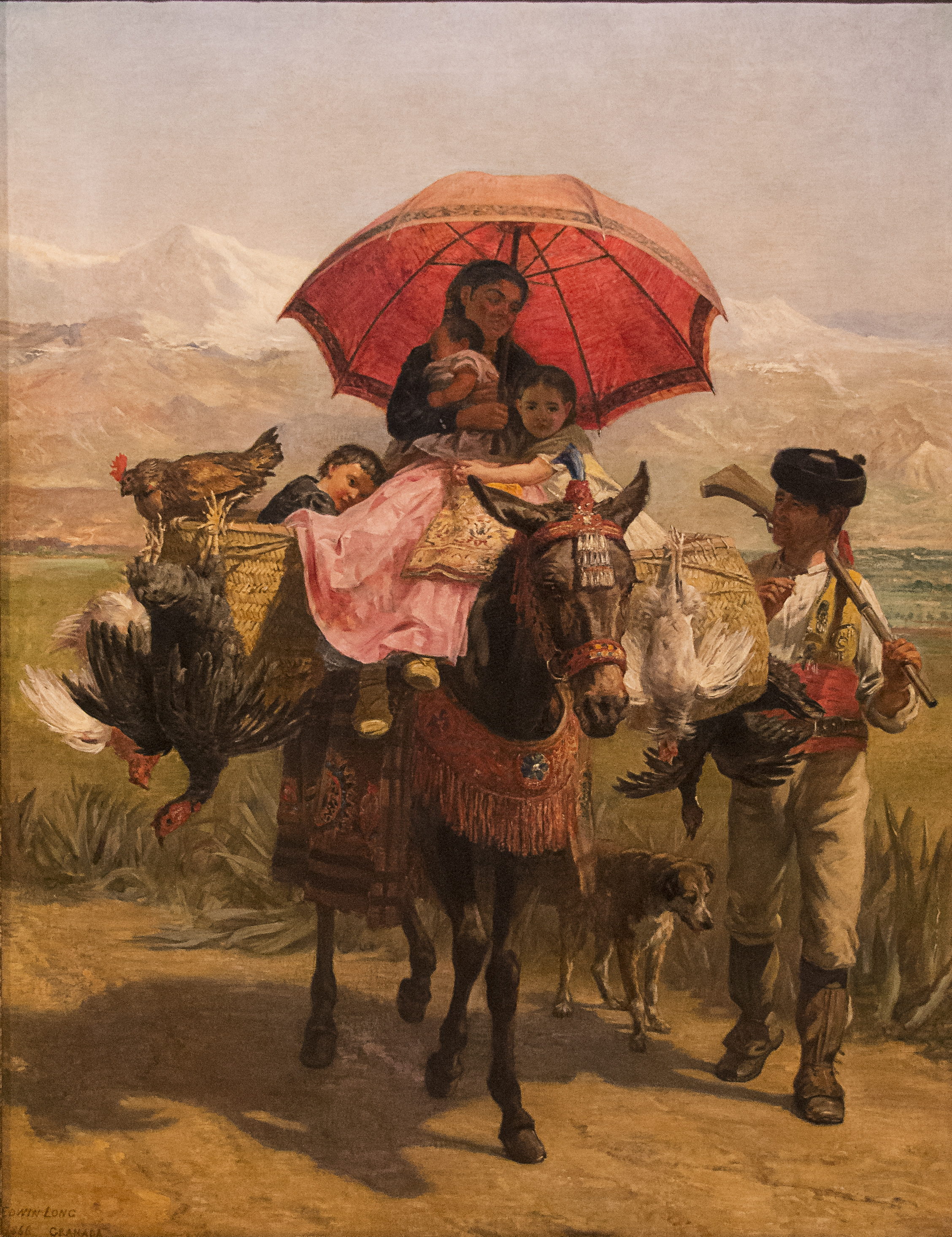
De camino, Granada de Edwin Longsden Long. Los viajeros ingleses no sólo escribieron libros, sino que llevaron sus impresiones al lienzo.

El historiador Enrique Moradiellos coloca la transformación de los tópicos de la leyenda negra durante la guerra de la Independencia, cuando los ingleses encontraron de repente un aliado contra Napoleón en el pueblo español. Todos los tópicos negativos de la leyenda se volvieron positivos: «la crueldad hispana se convirtió en valentía indómita, el execrable fanatismo devino pasión indomable, y la soberbia altanera se hizo orgullo patriótico e individualista.» Así, hacia finales del siglo XIX, la leyenda negra había ido perdiendo fuerza y se sustituyeron antiguos tópicos por otros, por una visión romántica del país, que es lo que ha venido a llamarse la «leyenda amarilla». Aumentó el interés por España, pero por una España exótica, no sólo diferente, sino excepcional, identificada básicamente con lo andaluz. Se extendió el tópico romántico del «pasado árabe, la altivez de carácter español, la belleza femenina, la afición a las corridas de toros, [la] religiosidad popular supersticiosa...». Sobre todo ingleses y alemanes querían ver en el país los ideales de honor, fervor patriótico y religioso, los valores puros, primarios —y algo salvajes— que la civilización estaba destruyendo en Europa. Por otra parte, también comenzó el interés legítimo por la historia y cultura española, el hispanismo y los hispanistas.
Diversos autores visitaron España para experimentar por sí mismos ese «Oriente en Occidente», de entre los que se puede mencionar a Théophile Gautier, Próspero Mérimée, George Sand, George Borrow, conocido como «Jorgito el Inglés», Alfred de Musset, Alejandro Dumas padre, al que se ha atribuido la frase «África comienza en los Pirineos», Alejandro Humboldt, Walter Scott y Rafaello Sabatini. Los más destacados e influyentes fueron Lord Byron, que luego escribiría Lovely girl of Cadix («Dulce niña de Cádiz»), Victor Hugo, que luego publicaría Orientales, y sobre todo Washington Irving, con sus Cuentos de la Alhambra. Desde la literatura, la corriente se extendió hacia la música. Ya se ha mencionado el Don Carlos, pero Verdi también escribió Il trovatore y Ernani, esta última basada en una obra de Victor Hugo; a las que se pueden añadir Egmont y Fidelio de Beethoven, la primera basada en una obra de Goethe. Pero la más reconocida es sin duda Carmen de Bizet, basada en una obra de Mérimée.

### La leyenda negra en Hispanoamérica
Las tensiones entre las clases altas de criollos y peninsulares, es decir, los españoles provenientes de la península ibérica, son anteriores a la independencia de los países hispanoamericanos. Era un enfrentamiento por la explotación de las riquezas de las tierras y pueblos americanos y que, en general, no afectaba a las clases más bajas. Hacia 1800 las ideas de la Ilustración francesa, con su anticlericalismo, su escepticismo y sus logias masónicas, habían sido asumidas con entusiasmo entre los intelectuales americanos. Estas ideas iban mezcladas con la leyenda negra, es decir, con la identificación de España como «horrible ejemplo» de oscurantismo y retraso, como enemiga de la modernidad.
Con estos antecedentes, los rebeldes pudieron emplear la leyenda negra como arma de propaganda contra la metrópoli. Se publicaron innumerables manifiestos y proclamas citando y loando a Las Casas, poemas e himnos describiendo la depravada naturaleza de los «españoles», cartas y panfletos diseñados para adelantar la causa patriótica. Uno de los primeros fue Juan Pablo Vizcardo y Guzmán en su Carta dirigida a los españoles americanos por uno de sus compatriotas, acusando a la metrópoli de la grave explotación sufrida, resumiendo la situación como «ingratitud, injusticia, servidumbre y desolación». Otro ejemplo es uno de los grandes héroes de la independencia americana, Simón Bolívar, admirador de Las Casas, cuyos textos emplearía con profusión, culpó a los españoles de todos los pecados cometidos en América (por los criollos y no criollos) en los últimos 200 años, convirtiendo a los criollos en las víctimas, en los «colonizados». También será uno de los primeros en apelar al robo de la riqueza americana y reclamar su devolución.

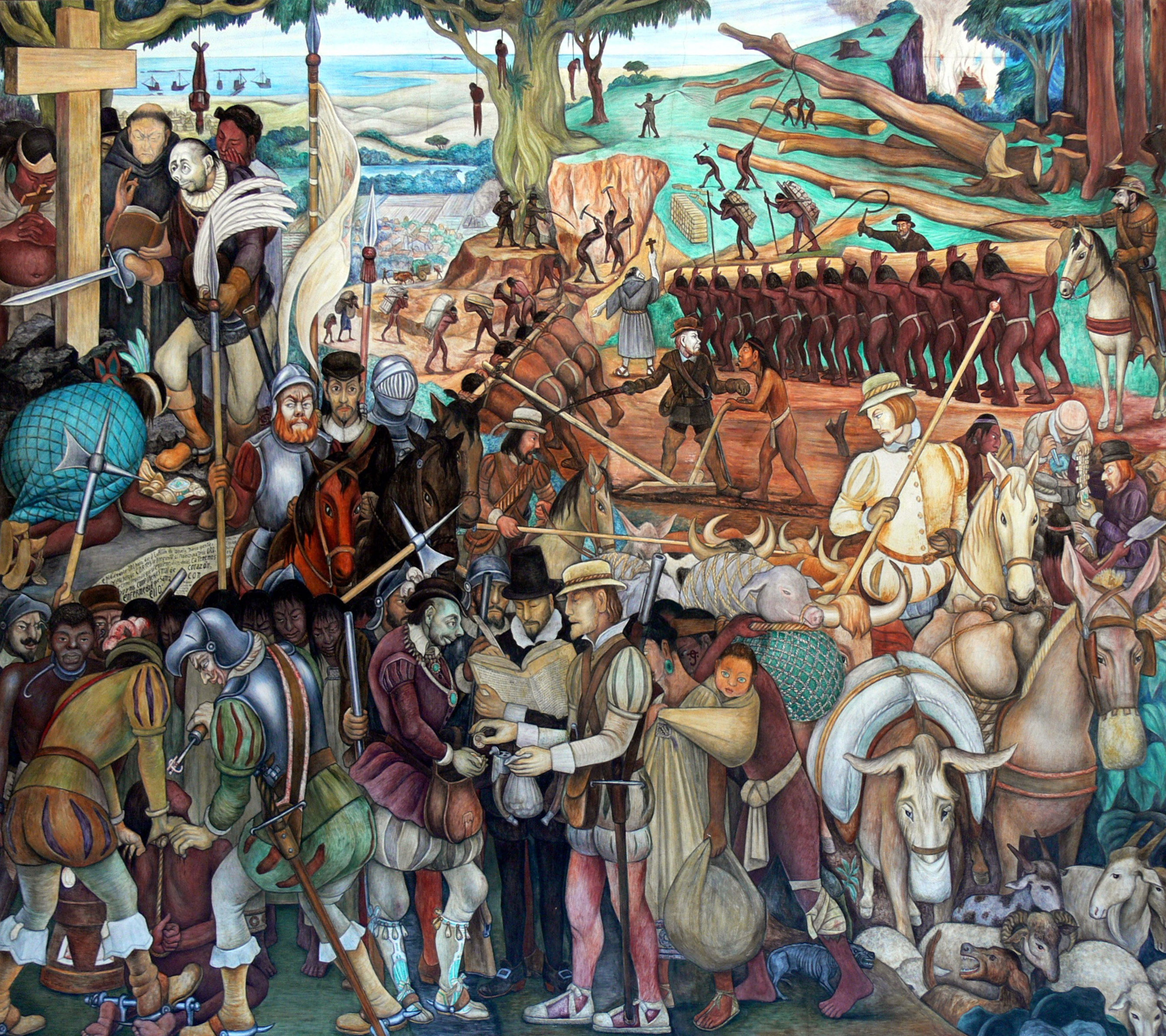
Los murales de Rivera han sido señalados por Powell como una expresión de la leyenda negra en América.

Esta mentalidad antiespañola se mantuvo durante el siglo XIX y parte del XX entre las élites liberales, que consideraban la «deshispanización» la solución a los problemas nacionales. El historiador Powell afirma que como consecuencia de denigrar la cultura española, se ha conseguido denigrar la propia, de la que forma parte la primera, tanto a ojos propios como extranjeros. Además, el hecho habría producido una cierta falta de raíces entre los pueblos americanos, al rechazar parte de las propias.
Por su parte, la filóloga y exprofesora de la Universidad de Harvard, la española María Elvira Roca Barea sostiene que la leyenda negra antiespañola, como manifestación de hispanofobia, sigue plenamente vigente en el siglo XXI en toda Hispanoamérica, como lo estuvo durante los dos siglos anteriores. Lo mismo sostienen el profesor y politólogo argentino Marcelo Gullo en su libro Madre Patria  y el historiador mexicano Fernando Cervantes en su obra Conquistadores: una historia diferente. En un artículo el periodista español Luis Español Bouché sostiene que las consecuencias de la leyenda negra se puede ver en fenómenos culturales hispanoamericanos de las últimas décadas, como determinadas ideas y corrientes del indigenismo, o la reacción contra las inversiones españolas en Argentina (sobre todo en los años 2000-2002), opinión que comparte el profesor español Javier Noya, en su estudio La nueva imagen de España en América Latina.

### La leyenda negra en la Italia unificada
Tras la Unificación de Italia, muchos historiadores italianos tendieron a narrar de manera negativa la época en la que parte de la península italiana había formado una unión dinástica con España. En particular, Gabriele Pepe denunció lo que a sus ojos había sido el expolio y la corrupción del sur de Italia "bajo los españoles". Esta visión solo empezó a cambiar en el último tercio del siglo XX, gracias a una serie de congresos internacionales y a autores como Rosario Villari y Elena Fasano Guarini.

### La leyenda negra en España
La «españolada» como la llamaba Francisco Ayala, proveniente de la «leyenda amarilla» europea, caló enseguida en el romanticismo español del siglo XIX. Este folklorismo típico y tópico se puede encontrar en obras como Romances históricos del duque de Rivas o el Don Juan de Zorrilla.
A comienzos del siglo XIX aparece en España y Francia una escuela de historiadores liberales que comenzaron a hablar de la decadencia española, considerando responsable a la Inquisición de esta decadencia económica y cultural y de todos los males que aquejaban al país. Otros historiadores europeos retomarían el tema más tarde, manteniéndose esta posición en algunos autores hasta la actualidad. El razonamiento afirmaba que la expulsión de los judíos y la persecución de los conversos habría llevado al empobrecimiento y la decadencia de España, además de la destrucción de la clase media. Este tipo de autores son los que harían exclamar a Menéndez y Pelayo 

¿Por qué no había industria en España? Por la Inquisición. ¿Por qué somos holgazanes los españoles? Por la Inquisición. ¿Por qué duermen los españoles la siesta? Por la Inquisición. ¿Por qué hay corridas de toros en España? Por la Inquisición.
La ciencia española, Madrid, 1953, pág. 102.

En 1867 Joaquín Costa también había planteado la cuestión de la decadencia española. Tanto él como Lucas Mallada se preguntaban si el hecho era debido al carácter español. A él se unieron sociólogos, antropólogos y criminólogos franceses e italianos, que hablaban más de «degeneración» que de decadencia, y más tarde otros españoles como Rafael Salillas o Ángel Pulido. Pompeu Gener achacaba la decadencia española a la intolerancia religiosa y Juan Valera al orgullo español. Estas ideas pasaron a la literatura con la Generación del 98, en textos de Pío Baroja, Azorín o Antonio Machado: «[Castilla...] un trozo de planeta por el que cruza errante la sombra de Caín»; llegando en algunos extremos al masoquismo y el complejo de inferioridad. Joseph Pérez relaciona este rechazo de una parte de la historia propia (la parte de la expulsión de los judíos, la Inquisición, la conquista de América) y la idealización de otra (Al-Ándalus) con movimientos similares en Portugal y Francia.

#### El enfrentamiento con Castilla
Durante la sublevación catalana de 1640 se publicaron numerosos panfletos contra Castilla que pregonaban los mismos defectos que se oían en el resto de Europa. Destacó el Victoria que han alcanzado los catalanes contra los engaños de Castilla (1642) en el que se leía:

Pensaban enfangarnos como han hecho a los indios que con buenas palabras los llamaban a su obediencia y después los mataban con una crueldad que ni Diocleciano a los mártires [...]
Anónimo, Victoria que han alcanzado los catalanes contra los engaños de Castilla, 1642

García Cárcel expresa la importancia de este enfrentamiento de la siguiente forma:

El cruce de descalificaciones mutuas entre Castilla y Cataluña a lo largo de su historia ha hecho más por la presunta leyenda negra europea que Guillermo de Orange o Voltaire. El lascasianismo fue extraordinariamente promocionado en la Cataluña revolucionaria de 1640, y las críticas de Antonio Pérez se explican, sobre todo, en función de las alteraciones aragonesas de 1591.
García Cárcel, «Leyenda negra y autocrítica», ABC, 4 de septiembre de 2007

La permanencia de la leyenda negra en los nacionalismos periféricos españoles ha sido señalado sobre todo en las obras de Sabino Arana y del Doctor Robert. También se puede rastrear en la obra de Pompeu Gener, que une el antisemitismo y antiespañolismo:

España está paralizada por la necrosis producida por la sangre de razas inferiores como la Semítica, la Bereber y la Mongólica, y por espurgo que en sus razas fuertes hizo la Inquisición y el Trono, seleccionando todos lo que pensaban, dejando apenas como residuo más que fanáticos, serviles e imbéciles. La comprensión de la inteligencia ha producido aquí una parálisis agitante. Del Sud al Ebro los efectos son terribles; en Madrid la alteración morbosa es tal que casi todo su organismo es un cuerpo extraño al general organismo europeo. Y desgraciadamente la enfermedad ha vadeado ya el Ebro, haciendo terrible presa en las viriles razas del norte de la Península.
Gener, Herejías (1887)

### La leyenda negra en los Estados Unidos

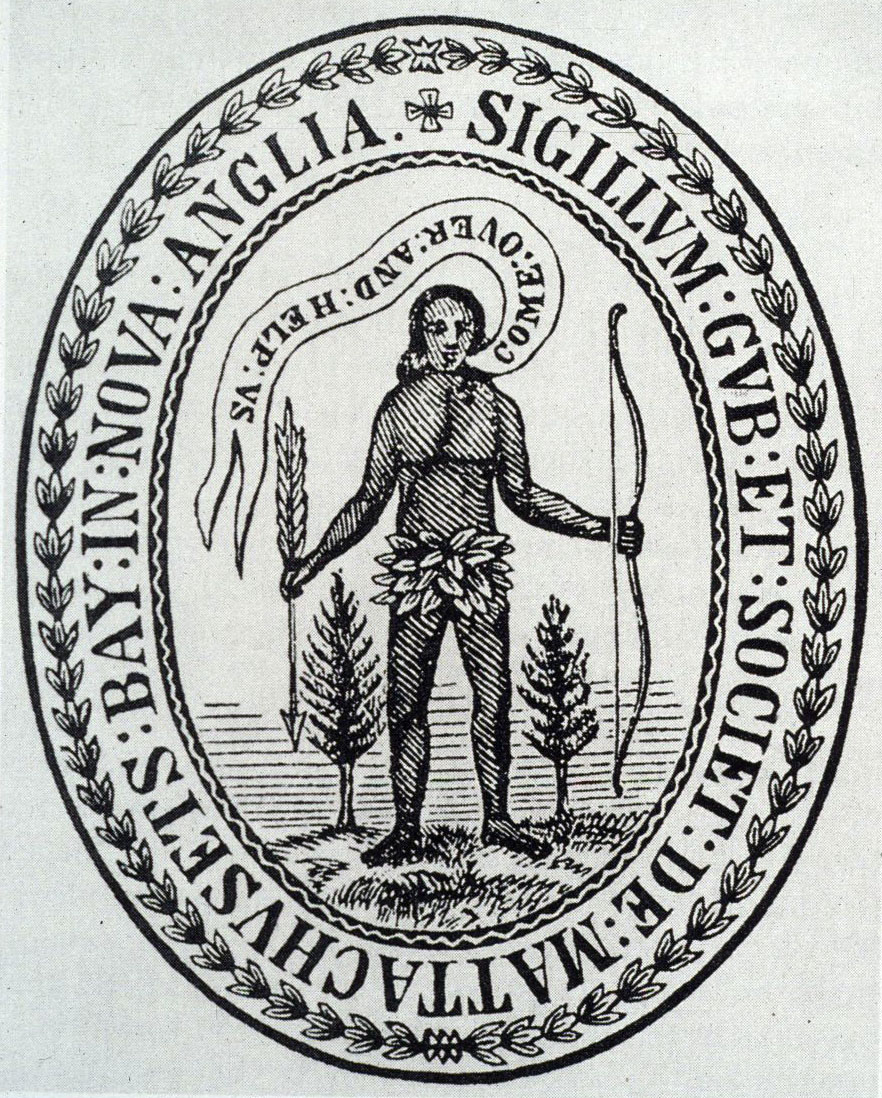
Escudo de la colonia de la bahía de Massachusetts en 1629. En el centro se puede ver a un indígena que dice «Ven y ayúdanos». El texto quería dar a entender que los indios necesitaban de la ayuda de los ingleses.

La leyenda negra llegó a Estados Unidos con los primeros colonos puritanos, que se veían a sí mismos como la avanzadilla protestante que liberaría a los indios de la opresión y la crueldad española. Uno de los autores más ruidosos fue Cotton Mather, que tradujo la Biblia al español para distribuirla entre los indios de Nueva España.
Tras su independencia, los Estados Unidos pronto pasaron a ser un rival territorial de España en América, tanto en la frontera con Nueva España, como en Florida, el Misisipi o en Nueva Orleans, puerto que los estadounidenses querían para dar salida a sus productos del oeste. Las ideas ilustradas y liberales que habían entrado en Estados Unidos en el siglo XVIII, se unieron a sus simpatías por las nuevas repúblicas nacientes al sur, aumentando el sentimiento antiespañol. Sentimiento que llegó a su cenit durante la guerra hispano-estadounidense, cuando la máquina de propaganda de Hearst y Pulitzer, que emplearon para ello sus imperios periodísticos, tuvieron una influencia enorme en la opinión pública de su país. Los discursos que se oyeron en el Congreso durante el conflicto eran tan insultantes, que produjeron manifestaciones masivas de protesta en España.

Spain has been and is the victim of superstition [...] Nothing was left but Spaniards; that is to say, indolence, pride, cruelty and infinite superstition. So Spain destroyed all freedom of thought through the Inquisition, and for many years the sky was livid with the flames of the Auto da fe; Spain was busy carrying fagots to the feet of philosophy, busy in burning people for thinking, for investigating, for expressing honest opinions. The result was that a great darkness settled over Spain, pierced by no star and shone upon by no rising sun.
España ha sido y es víctima de la superstición [...] Nada ha quedado de los españoles; sino indolencia, orgullo, crueldad y superstición infinita. Así España destruyó toda la libertad de pensamiento a través de la inquisición, y durante muchos años el cielo estuvo lívido con las llamas del auto de fe; España estaba ocupada llevando leña a los pies de la filosofía, ocupada quemando a gente por pensar, por investigar, por expresar opiniones honestas. El resultado fue que una gran oscuridad cubrió España, atravesada por ninguna estrella e iluminada por ningún sol naciente.
Robert Green Ingersoll, «Spain and the Spaniard»

Los principales historiadores de los Estados Unidos en el siglo XIX, Francis Parkman, George Bancroft, William H. Prescott y John Lothrop Motley, también escribirían Historia teñida de leyenda negra, textos que siguen teniendo importancia en la historiografía estadounidense posterior. A principios del siglo XX el punto de vista popular sobre España y los españoles, aceptado e incluso propagado por la intelligentsia era el siguiente:
1. Los españoles son excepcionalmente crueles; como demostrarían Las Casas y la guerra de Cuba.
2. Los españoles son excepcionalmente traicioneros; y señalaban a Felipe II y el hundimiento del Maine como demostración.
3. Los españoles son excepcionalmente intolerantes; como dejaría claro su fuerte catolicismo y la Inquisición.
4. La Divina providencia habría castigado a los españoles con su decadencia, su pérdida de poder y de su rico imperio.
5. Los hispanos de América, a pesar de ser sospechosamente católicos y españoles, debían ser ayudados (a la fuerza si es necesario) para alcanzar la civilización.
6. Los indios de América serían «buenos salvajes» que habían sido maltratados y asesinados por los españoles. Naturalmente, no se consideraba comparación posible con los indios de Norteamérica.

Durante y tras la guerra civil española la leyenda negra tuvo un cierto eco entre los críticos al régimen de Franco, comunistas y anticatólicos, aunque la principal componente de las críticas era de carácter antifascista. Enrique Moradiellos da un ejemplo de como durante la Guerra Civil el pensamiento derivado de la leyenda negra todavía conformaba la visión de España, tomando un informe del mayor Edmond Mahony, agregado militar británico en España, de 1938:

El español no es un hombre que se guíe por la razón y tampoco valora la sabiduría si ésta aconseja algo que va en contra de lo que le dictan sus instintos. Siendo como es por completo un esclavo de sus pasiones, en las circunstancias presentes podemos esperar que prolongue su resistencia hasta el límite máximo de la capacidad humana. [...] La guerra civil forma parte de la tradición nacional; al igual que la corrida de toros proporciona un dividendo gratificante en forma de excitación emocional. Por eso, la perspectiva de una prolongación indefinida de la guerra civil probablemente causa menos consternación entre la tropa y en España en general que la que suscita en el extranjero.
Edmond Mahony, Informe al Gobierno Británico (1938)

El historiador Powell presenta una crítica literaria de La casa de Bernarda Alba como ejemplo de la salud de la leyenda negra en 1960:

[...] The eternal jailhood which is the normal state of Spanish women from birth until death [...] Passion in Spain is nurtured on deprivation and that fans the flames to a degree almost inconceivable to the resto of us [...] And there you have all the elements of Spain — today, yesterday, and always — death, poverty, heat, pride, cruelty and passion [...]
[...] La eterna cárcel que es el estado normal de la mujer española del nacimiento a la muerte [...] La pasión en España está nutrida por la privación y eso aviva las llamas a un nivel que es casi inconcebible para resto de nosotros [...] Y ahí tienes todos los elementos de España —hoy, ayer y siempre— muerte, pobreza, calor, orgullo, crueldad y pasión [...]
John Crosby, International Herald Tribune (París), 14 de junio de 1960

#### El sentimiento antihispano (americano) y el sentimiento antiestadounidense
Durante el siglo XIX estas antipatías antiespañolas en Estados Unidos se volvieron contra México, como consecuencia de la guerra de independencia de Texas y su posterior anexión a Estados Unidos. Los anglosajones caracterizaron a los hispanoamericanos como herederos de la España católica y difundieron un relato racista en el que el color de piel más oscuro de los mexicanos era evidencia de una supuesta «degeneración por la mezcla con indios y negros».
Por ejemplo, hacia 1836 baladas como la siguiente era habituales:

They're the spawn of hell

We heard him tell

They will knife and lie and cheat

At the board of none

Of that swarthy horde

Would I deign to sit and meat [sic]

They held it not

That I bled and fought

When Spain was their ruthless foe

O, who will follow Old Ben Miliam

to San Antonio

Son el engendro del demonio

Le oímos decir

Que (nos) apuñalarán y mentirán y engañarán

En ninguna mesa

De esa horda de piel oscura

Me dignaría a sentarme y comer (o bien,  conocerlos

Ellos no lo reconocen

Que sangré y luché

Cuando España era su despiadado enemigo

Oh, quién seguirá al viejo Ben Milam

a San Antonio

The Ballad of Ben Miliam

Tras la guerra de Cuba, los Estados Unidos se vieron como gran potencia, que incluso había conseguido plantar cara a Gran Bretaña con éxito en 1895, durante el conflicto fronterizo con Venezuela por la Guayana Esequiba. La actitud de Theodore Roosevelt en el caso de Panamá, su desprecio por los colombianos, que llama «bandidos de Bogotá», ilustra la actitud que tomarían las clases dirigentes estadounidenses frente a la cultura y los gobiernos hispanoamericanos, que son considerados «inferiores», actitud que Powell relaciona con la leyenda negra.

Chronic wrongdoing [Latin American ...] may in America, as elsewhere, ultimately require intervention by some civilized nation, and in the Western Hemisphere the adherence of the United States to the Monroe Doctrine may force the United States, however reluctantly, in flagrant cases of such wrongdoing or impotence, to exercise of an international police power.
Los desmanes crónicos [de Latinoamérica ...] pueden requerir, en América, como en otros lugares, la intervención de alguna nación civilizada y, en el hemisferio occidental, la adherencia de Estados Unidos a la Doctrina Monroe obliga a los Estados Unidos, aunque sea a disgusto, en casos flagrantes de tales fechorías o impotencia, a ejercitar la función de policía internacional.
Theodore Roosevelt, Message of the President of the United States communicated to the two houses of Congress at the beginning of the third session of the Fifty-eighth Congress (1904)

Más recientemente, el aumento de la inmigración latinoamericana (y sobre todo mexicana) en Estados Unidos, ha generado movimientos como el English only («sólo inglés») y el Proyecto Minuteman, cuya retórica «antihispana» sigue la línea de la leyenda negra. En ese contexto, han reaparecido los prejuicios sobre el «español vago», aplicado a los latinoamericanos, mostrándolos como dependientes de las ayudas del Estado, quitando trabajos y beneficios a los demás, inclinado a la criminalidad y ajeno a los «valores americanos».
La postura estadounidense en los siglos XIX y XX generó a su vez un importante movimiento de opinión contraria a los Estados Unidos (antiamericanismo) entre las élites intelectuales de América Latina, que no sustituyó al sentimiento antiespañol, sino que se unió a él. Este paralelo entre la leyenda negra y el antiamericanismo, que no se reduce a Hispanoamérica, ha sido expresado por William S. Maltby de la siguiente manera:

In more ways than one, the position of the United States in the twentieth century approximates that of Spain in the sixteenth. Wielding enormous power in the defense of an essentially conservative ideal, it finds itself object of hatred and jealousy to friends and foes alike. No one who reads the newspaper can doubt that a new Black Legend is being assembled by the nations of the world, or that America is the intended victim. Like Spain, it has indulged its passion for self-criticism to the fullest; and in the end, its fate may be the same.
En más de un aspecto, la posición de los Estados Unidos en el siglo XX se asemeja a la de España en el siglo XVI. Blandiendo un poderío enorme en defensa de un ideal esencialmente conservador, se encuentra como blanco del odio y de los celos de amigos como de enemigos. Nadie que lea los periódicos podrá dudar que las naciones del mundo están compilando una nueva Leyenda Negra, ni de que los Estados Unidos han disfrutado de un poderío mundial; como España, se han permitido llevar la autocrítica hasta el extremo; y, a la postre, su destino puede ser el mismo.
William S. Maltby, The Black Legend in England (1969)

### La leyenda negra en el mundo contemporáneo
La presencia de la leyenda negra en los textos escolares de los sistemas educativos de diversos países ha sido señalada por varios historiadores. Powell menciona el informe del American Council on Education realizado en 1944, que ya señalaba errores de bulto en los textos educativos de Estados Unidos, incluyendo los universitarios. Según el estudio, los libros tendían no sólo a incluir aspectos de la leyenda negra, sino a generalizarlos a toda Hispanoamérica y a todos los hispanoamericanos. Otra característica común era la reducción de la historia hispanoamericana a dos épocas concretas: la conquista y la independencia de los países hispanos, como si no hubiese ocurrido nada en los 300 años que transcurren entre un hecho y otro, ni desde entonces; o la simplificación de la sociedad hispanoamericana como una élite blanca que oprime a una mayoría india, ignorando por completo la existencia de una clase media. Powell estudió algunos textos educativos en 1971 llegando a la misma conclusión. El caso inglés es similar; en 1992 John L. Robinson afirmaba:

Students entering British universities share an exposure to a pernicious anti-Hispanic bias, one perhaps shared by their culture in general but certainly more specifically by the historical literature recommended to them during the years of preparation for advanced schooling.
Los estudiantes que entran en las universidades británicas comparten una exposición a un pernicioso prejuicio antihispánico, quizás compartido por su cultura en general pero ciertamente más específico en la literatura histórica que les es recomendada durante los años preparatorios para la educación universitaria.
John L. Robinson, «The anti-hispanic bias in british historiography» (1992)

Lo mismo puede decirse de los textos escolares de los demás países de Europa y América, estudiados por Jesús Troncoso García en 2001, o del caso alemán, estudiado por Roland Bernhard en 2012.
El desprecio, el desconocimiento o la representación sesgada de la cultura española e hispana es una consecuencia que ya se ha mencionado más arriba en diversos momentos. Ejemplos modernos se pueden ver en el cine, tanto de Hollywood como europeo, en el que los hispanos siguen haciendo papeles de «malos», como se ha estudiado en el caso del actor Sergi López, o existe en los argumentos de las películas Muerde la bala (1975), Amistad (1997), La máscara del Zorro (1998) o Misión imposible 2 (2000), donde la representación de la cultura española roza lo grotesco. En 1979, el subdirector de Televisión Española, Eduardo Autrán, admitió haber suprimido el episodio sobre el Siglo de Oro español de la serie de dibujos animados Érase una vez... el hombre por «abundar en los tópicos históricos de la Leyenda Negra sobre España». La respuesta de Albert Barillé, guionista y creador de la serie, fue que era un problema «de sensibilidad, de cultura» y que los españoles eran «muy susceptibles». Otro ejemplo lo presenta Judith Etzion, que afirma que la posición marginal de la música española en la historiografía musicológica occidental está basada en una falta general de interés por la cultura del país, de lo que tendría culpa la leyenda negra.
En política, Español Bouché da un ejemplo de empleo de la leyenda negra en 1995 durante la llamada «guerra del fletán», una disputa sobre pesca entre Canadá y España. A pesar de que fue Canadá quien violó la ley internacional al detener a un barco pesquero en aguas internacionales, hubo una violenta campaña de prensa contra España, alentada sobre todo por la prensa amarilla británica, The Sun y Daily Mail, que pedía a sus lectores que imitaran al pirata Francis Drake «que acabó con la armada española en 1588». El incidente es considerado crucial en el renacimiento del patriotismo canadiense. En el caso inglés, parece que la leyenda negra es un recurso fácil que es empleado por el gobierno en caso de problemas domésticos y que le garantiza el apoyo de la opinión pública. Álvaro Delgado-Gal incluso ha querido ver ramalazos de la leyenda negra en el tratamiento periodístico de la recesión española en 2010.
El periodista José Luis Barbería ha analizado las consecuencias económicas de la leyenda negra en su estudio El valor de la 'marca' España, comparando el valor de la «marca» con otras del entorno, como «Italia» o «Francia». Un estudio del Real Instituto Elcano de Estudios Internacionales y Estratégicos lo expresa de la siguiente manera:

El estudio también revela un interesante contraste por áreas geopolíticas que debe ser tomado muy en consideración a la hora de abordar una política (o mejor, políticas, en plural) de imagen. En muchos e importantes países, incluyendo a Estados Unidos, simplemente no hay una imagen de España. En otros casos, como en buena parte de Europa, siguen pesando más los estereotipos románticos del pasado que las nuevas realidades: por ejemplo, sigue habiendo una percepción de los productos y la tecnología española que no se corresponde con su calidad objetiva.
Emilio Lamo de Espinosa, «Prólogo», en Javier Noya , La imagen de España en el Exterior (2002)

## La reacción española y la leyenda rosa
Varios historiadores e investigadores relacionan la leyenda negra antiespañola y anticatólica, con su contracara, la «leyenda blanca» (Gibson), «leyenda rosa» (García Cárcel) o «dorada» (Blasco Ibáñez, Juderías), propagandista de las conquistas de la España católica. Hendrik Henrichs explica este punto de vista en la Revista de Occidente del siguiente modo:

Las naciones poderosas tienden a forjarse una imagen de sí mismas que, en la mayoría de los casos, se fundamenta sobre un mito de origen y una misión en el mundo. La propagación de esta imagen propia suscita a menudo imágenes contrarias en los adversarios de dichas naciones poderosas. En ese intercambio de imágenes internas y externas relacionadas con la identidad y la importancia internacional de una nación determinada se van acuñando frases lapidarias que quedan grabadas en la memoria internacional [...] España, la primera potencia europea en hacerse con un imperio mundial, constituye asimismo el primer ejemplo de esa tensión entre imagen propia e imagen contrapuesta internacional en la historia moderna. Simplificando, se podría decir que la imagen que tenía España de sí misma coincidió durante mucho tiempo con la llamada Leyenda Blanca. La imagen contraria aducida por los adversarios de España se conoce como Leyenda Negra. Si bien estos términos datan de finales del siglo XIX y principios del XX, el conjunto de imágenes propias y contrapuestas al que representan es más antiguo.
Hendrik Henrichs, «Un holandés "distinto": Johan Brouwer y la historia de España» (2006)

Como ya se ha visto en las interpretaciones críticas, García Cárcel niega la existencia de la leyenda negra, dando como razón la existencia de una leyenda rosa, que haría de contrapeso, lo que finalmente convertiría la leyenda en «gris», más que en «negra». El razonamiento ha sido criticado por Español Bouché, ya que la existencia de una «leyenda rosa» no implica necesariamente que tuviese la misma influencia y peso que la «negra», sobre todo internacionalmente.
Entre los autores que defendieron España desde el extranjero, se pueden mencionar en Francia a Mathieu de Magnes, abad de St. Germain, y Jansenio, en su Mars gallicus; ambos consideran que toda guerra contra España es impía. Felipe II tuvo incluso admiradores en Francia, pero faltó un taller propagandístico que defendiera los intereses españoles en el país. En Portugal fue Damião de Gois, quien defendió a España de los ataques de Fugger y Munster. Desde Inglaterra, Thomas Stapleton publicó en 1592 Apologia pro Philippo II, contra varias et falsas acusationes Elisabethae Anglial Reginae y el jesuita padre Gerard escribió Mártires de la Inquisición inglesa, que tuvo que esperar a 1984 para ser publicado; se les puede añadir los escritos de Antonio Sherley. Las apologías de España llegaron sobre todo desde los Países Bajos e Italia, donde destacaron Francisco Zypeo, Jacobo Chiflerio, Giovanni Botero y Campanella, un dominico calabrés que escribió Monarquía Hispánica, pero que cambiaría de opinión tras pasar doce años en la cárcel de Nápoles, para acabar siendo agente de Richelieu.
Naturalmente el mayor número de apologías provenían de España, donde se mezclaron con alabanzas a la monarquía. La lista de los segundos es interminable, incluyendo a casi todos los intelectuales del siglo XVI. De la exaltación de los reyes se pasó enseguida al «narcisismo esencialista», que centra las esencias hispánicas en la religiosidad y el militarismo. Arias Montano, Baltasar de Ayala, Cerdán de Tallada y Valle de la Cerda defendieron las acciones de Felipe II en Flandes y Ribadeneyra apoyó la aventura de la Armada Invencible. La conciencia de superioridad y la xenofobia fueron aumentando desde finales del siglo XVI. También nació la conciencia de «nación española» y la identidad lingüística española con el castellano, como lo asumieron Nebrija e innumerables otros intelectuales. Uno de los elogios más apasionados de la cultura hispana es la Apologia de Adeserenda hispanorum eruditione seu de viris hispaniae doctis enarratio, publicada en 1553 por Alfonso García de Matamoros. Uno de los primeros libros escritos específicamente contra la leyenda negra española es el Apuntamientos y anotaciones sobre la historia de Paulo Jovio (1567), habitualmente denominado El Antijovio, de Gonzalo Jiménez de Quesada, una respuesta al Historiarum sui temporis ab a. 1494 ad a. 1547 libri XLV. de Paulo Jovio.

Sobre todas las naciones contadas y sobre todas las demás que ay derramadas por el mundo, tienen este odio particular que emos dicho contra España los ytalianos.
El Antijovio (1567), Gonzálo Jiménez de Quesada

En el siglo XVII este tipo de literatura aumentó notablemente, de lo que son muestra los escritos de Juan Pablo Mártir Rizo, Benito Peñalosa y Mondragón, en su Libro de las cinco excelencias del español, que despueblan a España para su mayor potencia y dilatación (1629), o Juan Caramuel, en su Declaración mística de las Armas de España ínclitamente belicosas (1636). Destacan sobre todo los textos de Saavedra Fajardo, Gracián y Quevedo durante la polémica con Francia. En su defensa de España, Quevedo es autor de Carta al muy cristianísimo Luis XIII, El Lince de Italia o zahorí español y España defendida y los tiempos de ahora con los novelones sediciosos, una de las primeras obras quejándose sobre las malquerencias extranjeras y de la decadencia del país.

¡Oh desdichada España! ¡Revuelto he mil veces en la memoria de tus antigüedades y anales, y no he hallado por qué causa sea digna de tan porfiada persecución! Sólo cuando veo que eres madre de tales hijos me parece que ellos porque los criaste, y los extranjeros porque ves que los consientes, tienen razón de decir mal de ti. [...] No nos basta ser tan aborrecidos en todas las naciones, que todo el mundo nos sea cárcel y castigo y peregrinación, siendo nuestra España para todos patria igual y hospedaje [...].
Quevedo, España defendida (1609)

Durante el siglo XVIII los intelectuales españoles respondieron de forma beligerante a las críticas que llegaban desde Francia. Por ejemplo, José Cadalso respondió a Montesquieu en 1782 en Los eruditos a la violeta y en sus Cartas marruecas; Juan Francisco Masdeu, Rodríguez Mohedano o Luis José Velázquez, que acuñó la expresión «Siglo de Oro», serían otros. Pero sobre todo Morvilliers y su «¿Que se debe a España?» levantó ampollas y generó fuertes respuestas, incluyendo una del conde de Aranda, embajador en Francia. Otras incluyen a Cavanilles (Observations sur l'article Espagne, 1784), Carlo Denina, un religioso italiano, o Forner (Oración apologética por la España y su mérito literario, 1786), quien a su vez recibió críticas de Borrego e Iriarte. La guerra de la Independencia produjo una explosión nacionalista, radicalizándose las críticas al invasor francés. Entre estos autores destacan Antonio de Capmany y Manuel Gómez Imaz.

### La polémica sobre la ciencia española y el Regeneracionismo

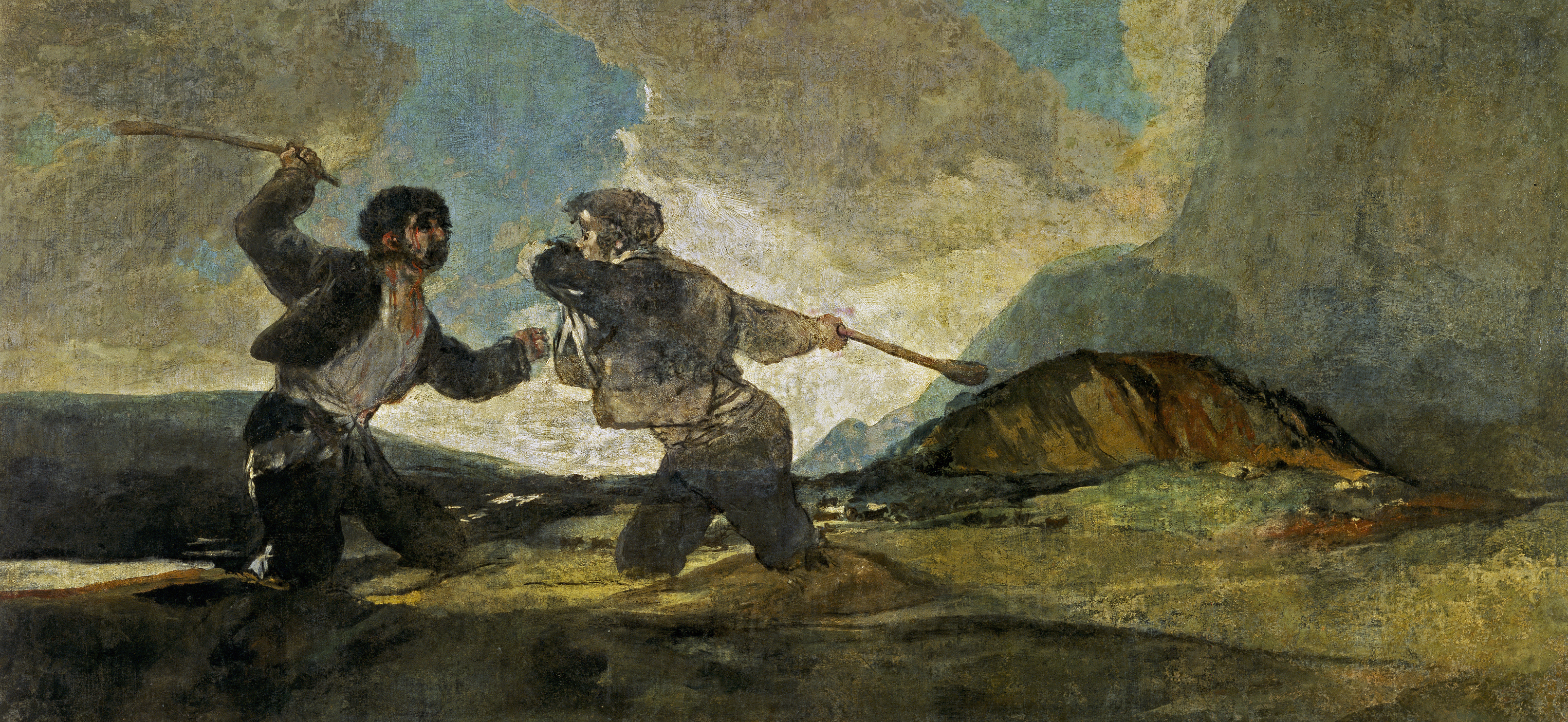
Riña a garrotazos, de Goya, un referente icónico de las Dos Españas que el pintor aragonés retrata entre los dolores de su nacimiento.

Hacia 1875 estalló la polémica sobre la ciencia española. Mientras que los intelectuales liberales como Núñez de Arce, Manuel de la Revilla o Gumersindo de Azcárate acusaban a la Inquisición y la Iglesia católica de ser las responsables de la decadencia española, en defensa de la «esencia de España» salió un joven Menéndez Pelayo, con textos como «Mr. Masson redivivo» y «Mr. Masson redimuerto», en los que defendía que, aunque España no había producido genios en el campo de las Ciencias Naturales, la religión no había tenido nada que ver. De hecho, Menéndez Pelayo defendió la Inquisición afirmando que había sido necesaria para garantizar la seguridad del Estado y evitar las guerras de religión que habían asolado el resto de Europa. Pérez relaciona esta división de pareceres a finales del siglo XIX con procesos similares en el resto de Europa, como el Kulturkampf alemán, independientemente de que en España hubiese o no tintes de la leyenda negra en la discusión.
Hacia finales del siglo XIX, todos los españoles tenían un sentido de inferioridad respecto a Europa. La reacción a la percepción de decadencia se puede dividir en tres grupos principales:
- España y los países latinos representarían una civilización original, más individualista, apasionada e imaginativa, que, aunque sin progreso técnico y científico, no debía ser considerada inferior a las demás. Su mayor representante es Unamuno, caracterizado en su famoso «¡Que inventen ellos!», que consideraba, que si los españoles no tenían especial talento para la técnica y las ciencias, debían concentrarse en los avances culturales y sociales y adoptar los avances técnicos desde extranjero.
- Un segundo grupo acusaba a la Inquisición, la intolerancia, la Contrarreforma, a los Habsburgo, de la decadencia. Entre ellos se cuentan los regeneracionistas, los krausistas y los republicanos de 1931. Su solución era la secularización, el estudio de las ciencias y la promoción de la técnica, la democratización y liberalización, que pretendía sacar España de entre las «naciones moribundas», donde la había colocado el primer ministro británico Salisbury en un discurso de 1898, a través de un acercamiento a Europa. Ramón y Cajal se fijó en el modelo japonés para salir de la decadencia a través de la ciencia y la técnica, tendencia que siguieron Maeztu y Azorín.
- Finalmente, los llamados neocatólicos afirmaban que era Europa la que se había desviado del buen camino por culpa de la Reforma protestante, que los había desviado de la unidad espiritual de la cristiandad, a través de la indiferencia religiosa. Esta línea de pensamiento abocaría en el nacionalcatolicismo de la dictadura franquista, su expresión más consumada.

Julián Marías ha dividido a los «afectados» españoles por la leyenda negra en dos grupos:
- los «contagiados», que son aquellos que creen en la veracidad de la leyenda negra;
- los «indignados», que rechazan el concepto como difamación, de manera completa y sin matices.

Existiría un tercer grupo minoritario, los «libres», los que han «permanecidos abiertos a la verdad», que se encontrarían entre los dos anteriores, no cayendo en el juego de la leyenda negra, pero sin responder con cerrazón e ignorancia.
La reacción contra la pretensión anglosajona de reivindicar el primer puesto entre las naciones civilizadas provino inicialmente de Francia y América Latina. Se criticó la nordomanía, sinónimo de materialismo, plutocracia e imperialismo, apoyándose en una ideología conservadora e incluso reaccionaria. De forma similar, Ángel Ganivet anunció el concepto de «hispanidad», una comunidad basada en valores culturales y espirituales comunes. Esa ideología fue ampliada por Ramiro de Maeztu, sobre todo en su Defensa de la Hispanidad (1934), en la que habla de los países hispanos como gran reserva de recursos espirituales de la Humanidad. Entre los no conservadores que siguieron este camino se puede mencionar al historiador Rafael Altamira, cuya base de la comunidad hispana no era el Evangelio, sino las técnicas, legislación, instituciones, formas artísticas y culturales aportadas al Nuevo Mundo.

### Creación de la expresión
Fue en este ambiente en el que se creó la expresión «leyenda negra» para expresar el concepto, aunque su primer uso haya que buscarlo en Francia, en 1893, para referirse a la «leyenda negra de Napoleón». Pero fueron Emilia Pardo Bazán y Vicente Blasco Ibáñez los primeros autores en dar a la expresión el sentido en que abundó Juderías.

No cabe duda de que Juderías es el gran difusor de la fórmula y el concepto de 'leyenda negra', pero ni es su inventor, ni pretendió serlo. La expresión 'leyenda negra' es una evidente contraposición de 'leyenda áurea', y esa otra es al menos tan antigua como el clásico de Santiago de la Vorágine, del siglo XIII, la Legenda Aurea Sanctorum. Es por lo tanto probable que existan en latín, en español o en otras lenguas modernas, ejemplos de la fórmula 'leyenda negra' anteriores al siglo XX. Hemos podido hallar algunos ejemplos de autores españoles que emplearon la expresión antes que Juderías, como por ejemplo Emilia Pardo Bazán y Vicente Blasco Ibáñez en el marco de sus respectivas conferencias de París (1899) y Buenos Aires (1909).
Luis Español Bouché

 y proporciona citas literales, primero de la conferencia de Pardo Bazán,

Tengo derecho a afirmar que la contraleyenda española, la leyenda negra, divulgada por esa asquerosa prensa amarilla, mancha e ignominia de la civilización en los Estados Unidos, es mil veces más embustera que la leyenda dorada. Esta, cuando menos, arraiga en la tradición y en la historia; la disculpan y fundamentan nuestras increíbles hazañas de otros tiempos; por el contrario, la leyenda negra falsea nuestro carácter, ignora nuestra sicología y reemplaza nuestra historia contemporánea con una novela, género Ponson du Terrail, con minas y contraminas, que no merece ni los honores del análisis.
Emilia Pardo Bazán

y luego de la de Vicente Blasco Ibáñez,

Expondré ante vosotros, nietos de España, ya que no hijos, sangre de sangre, carne de carne, nervio de nervio de España, lo que fue y será la madre patria. Quiero hablaros de la leyenda negra de España, surgida como una consecuencia de opiniones falsas vertidas en varios siglos de propaganda antipatriótica, de la magnífica epopeya desarrollada durante los siete siglos de la reconquista que hizo de nuestra patria un hervidero de razas y preparó al advenimiento de la otra epopeya: la del descubrimiento del Nuevo Mundo. [...] Entremos ahora en el terreno de la conferencia, que, como antes lo he dicho, lleva por título “La leyenda negra de España”, título un poco vago, que parece pudiera referirse a todo aquello que en nuestro pasado se refiere a la intolerancia habida en materia religiosa. No es así, sin embargo. Sobre España hay dos leyendas: la leyenda dorada y la leyenda negra.
Vicente Blasco Ibáñez

### Las leyendas parda y azul
El concepto de la «leyenda negra» ha sido puesto al servicio de otros sistemas de propaganda en diversas ocasiones, sobre todo por los autores antiliberales. Ya en 1923, José Conte lo empleó para desacreditar las Cortes de Cádiz. Español Bouché señala que esta es quizás una de las razones por las que este concepto se valore tan poco.
El caso más evidente de abuso del concepto es el empleo que hizo el gobierno de Franco, que rechazaba cualquier crítica contra el régimen apelando a la leyenda negra española y a la conspiración judío-masónica. Las ideas de Juderías, a través de Maeztu, llegaron hasta Antonio Vallejo Nájera, que las manipuló para el desarrollo de su concepto de «raza», basado en características culturales y no genéticas, que imprime a su idea de la Hispanidad. Español Bouché ha llamado a ese pensamiento, característico de la propaganda franquista entre 1936 y 1945, «leyenda azul», el de carácter falangista, y «leyenda parda», el de carácter filonazi. El mismo José María de Areilza, importante prohombre del régimen franquista, prologó la edición de 1954 de la obra de Juderías.
Un ejemplo de este tipo de discurso se encuentra en el jesuita Eguía:

Abierta así la puerta a la verdadera civilización común con la unión y el enaltecimiento de todas las razas, ya fue posible que España católica y sus capitanes y sus misioneros, obrando de consuno, pusiesen a los aborígenes en vida sociable, desterrando su barbarie, trocando en humanas sus costumbres y comunicándoles tantas cosas y tan necesarias como se les trajeron del otro hemisferio. Ya fue posible enseñarles la verdadera cultura de la tierra, edificar casas, juntarse en pueblos, leer y escribir, y otras muchas artes de que antes totalmente estaban ajenos.
Constancio Eguia Ruíz, España y sus misiones en los países del Plata (1953)

## Historiografía moderna

### La vertiente europea de la leyenda
La historiografía romántico-liberal se extendió al siglo XX a través de obras críticas con la Inquisición, sobre todo las del alemán Schäfer (1902) y el estadounidense Henry Charles Lea. También los historiadores judíos de entre siglos, Kauffmann, Gratz, Loeb, seguirán esta corriente, que continuaron aquellos activos en los años 30 y 40 del siglo XX, sobre todo Braunstein, Roth y Baer, que compararon la destrucción del Holocausto y la Inquisición.
Pero poco a poco la beligerancia ideológica fue disminuyendo en Europa, ganando solidez científica. Las obras sobre Felipe II situaban al monarca en su contexto histórico, especialmente apologéticas las de Pfandl (1938) y Walsh (1943), de forma paralela a lo que habían hecho en España Fernández Montaña (1914) y Fernández de Retana (1958), a lo que se opondrán historiadores como Merriman (1934) y Cadoux (1947). El hispanismo se fue haciendo más conservador y la corriente liberal también evolucionó considerablemente en sus premisas en las primeras décadas del siglo, potenciándose los estudios socioeconómicos. Benedetto Croce rompió con el tópico de la dominación despótica de España sobre Italia, en lo que coincidiría con otros muchos autores italianos. Pero sobre todo fue la historiografía francesa la que rompió definitivamente con los tópicos de la leyenda, destacando el trabajo de Lucien Febvre.
La Guerra Civil produjo una polarización de la historiografía. En el campo conservador, diversos historiadores publicaron textos beligerantes en defensa de personajes históricos españoles, de la Inquisición, de los Austrias, de la obra de España en América o del carácter español. En el campo liberal, Marcel Bataillon provocó un giro radical con su obra Erasmo y España, que por primera vez destacaba la existencia del pensamiento progresista en la España del siglo XVI, a pesar de la oposición de historiadores de la literatura como Kemplerer, que se negaban a reconocer un Renacimiento o una Ilustración españolas.
En la década de 1960 se publicaron diversas obras que estudiaban por primera vez en el extranjero en detalle diversos aspectos de la leyenda negra. Así, en 1960, Sverker Arnoldsson, profesor de la Universidad de Gotemburgo, publicó La Leyenda Negra. Estudios sobre sus orígenes, que profundiza en los orígenes italianos y germanos de la leyenda. En 1965 Henry Kamen editó The Spanish Inquisition: A Historical Revision, que contribuyó enormemente a desmitificar la Inquisición española. Tres años más tarde, en 1968, William S. Maltby estudiaba en profundidad la leyenda negra en Inglaterra en su The Black Legend in England. A principios de la década siguiente, en 1971, aparecieron en lengua inglesa dos importantes revisiones generales, la de Philip Wayne Powell, con su Tree of Hate (El árbol del odio), que dedica un gran espacio a la leyenda en Estados Unidos, y The Black Legend: Anti-Spanish Attitudes in the Old World and the New, editado por Charles Gibson.
A partir de la década de 1980 la historiografía sobre España sufrió un cambio importante, a caballo de las autonomías y la explosión de los nacionalismos, así como de la integración de España en la Comunidad Económica Europea. En el extranjero se publicaron innumerables obras revalorizando la administración de los Austrias y a sus protagonistas, como el duque de Alba, el conde-duque de Olivares o Felipe II. Para estos autores, el fallo de la monarquía hispana habría estado en la hipoteca que representaba la defensa del catolicismo, es decir, sería de carácter ideológico-político, no en la técnica administrativa, homologable a otras de la época. Incluso se ha reducido a sus justos límites la derrota de la Armada. El estudio de la Inquisición ha sufrido una auténtica explosión, sobre todo gracias al Centro de Estudios Inquisitoriales y al Instituto de Historia de la Inquisición, que han permitido homologar los procesos inquisitoriales a otros de la época, matizando su efecto en la cultura española.

### La vertiente americana de la leyenda
En cambio, la vertiente americana de la leyenda sigue siendo un terreno fértil en disputas, herederas de la división entre «lascasistas» y «antilascasistas». Molina Martínez apunta que una de las características más señaladas de la discusión es su obsesiva referencia a la conquista y el hecho de ignorar los doscientos años posteriores.
Durante la década de 1930 dominó la historiografía apologética, siendo los ejemplos más rigurosos las de Silvio Zavala y Kirpatrick. La década siguiente vio una explosión de la historiografía americana, que en su mayoría mantuvo el tono apologético de la conquista, destacando el libro de Rómulo D. Carbia, que consideraba la leyenda negra un «engendro sin fundamento», y el informe del American Council on Education. Durante estos años Frank Tannenbaum publicó su obra Slave and Citizen: The Negro in the Americas (1946), en la que defendía que el modelo de esclavitud en Iberoamérica había sido mucho más humano que en el norte, iniciando una polémica que llega a nuestros días. La ofensiva conservadora se mantuvo durante la década de 1950 con historiadores como Vicente Serra, Rosemblat, Lohmann o Chevalier. Durante los 40 también surgió lo que se ha llamado la «historiografía de la anticonquista», que en América Latina tomó forma de militancia indigenista, como fue el caso de Luis E. Valcárcel en el Perú o Alfonso Caso en México. Durante los sesenta, Miguel León Portilla dio nacimiento a la «visión de los vencidos», que daría una de las corrientes más críticas de la historiografía de la conquista y la colonización.
Una de las disputas historiográficas más sonadas fue entre Benjamín Keen y Lewis Hanke, que entre 1969 y 1971 desarrollaron sus puntos de vista en las páginas de la revista Hispanic American Historical Review. Keen sostenía que la leyenda se asentaba sobre realidades incuestionables, defendiendo la veracidad de las afirmaciones de Las Casas y dando importancia a la vida diaria de los indígenas y la falta de cumplimiento de las leyes, mostrando los cambios traumáticos que sufrió la población india. En cambio Hanke advierte sobre las excesivas generalizaciones del dominico, señalando el ingente esfuerzo legislativo de la Corona para proteger a los indios, incluyendo castigos a los infractores.
La visión hipercrítica de la conquista de América se intensificó durante la década anterior a las celebraciones del V Centenario. Las críticas más ácidas procedían sobre todo del indigenismo, hasta el punto de que en septiembre de 1986 la XLI Asamblea General de la ONU decidió eliminar de la agenda la celebración del V Centenario. Las críticas se centraron en la catástrofe demográfica («genocidio»), se subrayaron los aspectos más sangrientos de la conquista, a la vez que se minimizaban las victorias españolas, atribuyéndolas a la casualidad o a la debilidad indígena. También se puso especial acento en vincular la herencia colonial con patrones de conducta negativos en la América moderna: el caciquismo, la injerencia militar, la corrupción, la mentalidad conservadora y en general con el subdesarrollo del continente. Por otra parte, se presentó una imagen idílica de la América precolombina. Un ejemplo de este pensamiento es la introducción al dosier de L'Avenç titulado «500 años de inquidades» de Miquel Izard:

La llegada de los castellanos a América en 1492 [...] significará el asesinato de millones de indios y la esclavización de la mayoría de los que sobrevivirán al sadismo de los blancos y a las enfermedades contagiosas [...] Los descendientes de los vencidos, de los conquistados, de los esclavizados llevaron una continuada lucha revolucionaria que iniciada en 1492 continuará a lo largo del periodo colonial y se agudizará entre 1750 y 1820 [...] Aunque la represión de Somoza o Pinochet es la continuación de la iniciada por Cortés o Pizarro ha tenido que sofisticarse ante el volumen de las protestas [...] Este dossier quiere denunciar en primer lugar que lo que sucedió el 12 de octubre de 1492 no fue una gesta de la que puede congratularse la humanidad, sino el inicio de 500 años de inquidades; en segundo lugar, hablar de las luchas de los invadidos que defendían su tierra y en tercer lugar recordar que en muchos aspectos eran mucho más justos que la sociedad capitalista que está sufriendo la humanidad.
Miquel Izard, «500 años de inquidades» en L'Avenç (1983)

La historiografía ya empezó a atacar lo que Fontana ha llamado la «historiografía de la emancipación» en la década de 1980. Se ha comenzado a distinguir la iniciativa privada de la estatal en la conquista y se ha roto definitivamente el mito de la facilidad de la conquista, quedando clara la violencia de la reacción indígena. Por ejemplo, Guillermo Lohmann habla de que «La obra cumplida por España en América no fue ni un error histórico ni un crimen cultural ni constituye un fracaso de los que haya que arrepentirse». El indigenismo ha perdido su beligerancia romántica y se ha fustigado a los historiadores que pretendían dar como origen de todos los males a la metrópoli. La polémica se ha vuelto a reavivar durante la celebración de los bicentenarios de la independencia de los países hispanoamericanos.
García Cárcel considera que la creación de una tercera vía entre las dos existentes ha fracasado y que los mitos mezclados con ideologías no han permitido avanzar una historia de América más desapasionada, menos nacionalista, que permita un acercamiento entre los pueblos españoles y americanos.

#### Disputa sobre el genocidio
Uno de los puntos más polémicos en disputa es la dramática disminución de la población indígena en América, ya señalada por Las Casas. A pesar de que la documentación actual no permite afirmar que el objetivo de la Corona fuera exterminar a los indígenas, la tesis del genocidio en América no ha dejado de tener proponentes en historiadores como Laurette Sejourné. Otro proponente de esta tesis es Miquel Izard de la Universidad de Barcelona, quien desde el Boletín Americanista ha tratado de desmontar lo que llama «falacias de la "leyenda apologética y legitimadora"», afirmando que los autores que defienden la existencia de la leyenda negra «escamotean o camuflan el pasado» y adoptan actitudes «racistas, etnocéntricas, ecocidas y machistas», siendo las obras de estos autores un conjunto de «alucinaciones, artificios, engaños, fábulas y mitos». Un síntoma de esta discusión es la guerra de cifras sobre la población precolombina, que oscilan entre los 110 y los 7,5 millones; así las cifras altas son defendidas por aquellos que señalan la importancia del «genocidio» y comportamiento «salvaje» de los conquistadores y las cifras bajas por aquellos que tienden a minimizar el impacto del choque entre ambas civilizaciones.
La historiografía reciente tiende a culpar a las enfermedades traídas por los europeos de la drástica disminución de la población americana, más que a las «matanzas sistemáticas» y las «crueldades infinitas» denunciadas por Las Casas. A pesar de que está claro que la acción violenta de los conquistadores, la política de malos tratos impuesta, la exigencia desorbitada de trabajo y tributos, el desplazamiento masivo de comunidades y el desmoronamiento de los sistemas socioeconómicos tradicionales tuvieron una influencia cierta en la caída de la población, sin duda es la «agresión microbiana», que ya habían descrito los cronistas de la época, la causante de la mayor mortandad. Principalmente la viruela, pero también el sarampión, la gripe, la peste bubónica, la tuberculosis, la malaria o la fiebre amarilla fueron responsables de la muerte de hasta un 97% de la población indígena. De hecho, se ha señalado que, sin la ruptura social que supusieron esas enfermedades, la conquista hubiese sido poco menos que imposible. Sin embargo, no por ignorar los mecanismos de transmisión de estas enfermedades se ha dejado de subrayar la responsabilidad de los conquistadores europeos en su extensión. El historiador francés Tzvetan Todorov lo expresa de la siguiente manera:

Pero se podría decir que no tiene sentido buscar responsabilidades, o siquiera hablar de genocidio en vez de catástrofe natural. Los españoles no procedieron a un exterminio directo de esos millones de indios, y no podían hacerlo. Si examinamos las formas que adopta la disminución de la población, vemos que son tres, y que la responsabilidad de los españoles en ellas es inversamente proporcional al número de víctimas que produce cada una:
1. Por homicidio directo, durante las guerras o fuera de ellas: número elevado, aunque relativamente bajo; responsabilidad directa.
2. Como consecuencia de malos tratos: número más elevado; responsabilidad (apenas) menos directa.
3. Por enfermedades, debido al “choque microbiano”: la mayor parte de la población; responsabilidad difusa e indirecta.

Tzvetan Todorov, La conquista de América. La cuestión del otro (1987).

### La leyenda negra en la batalla cultural

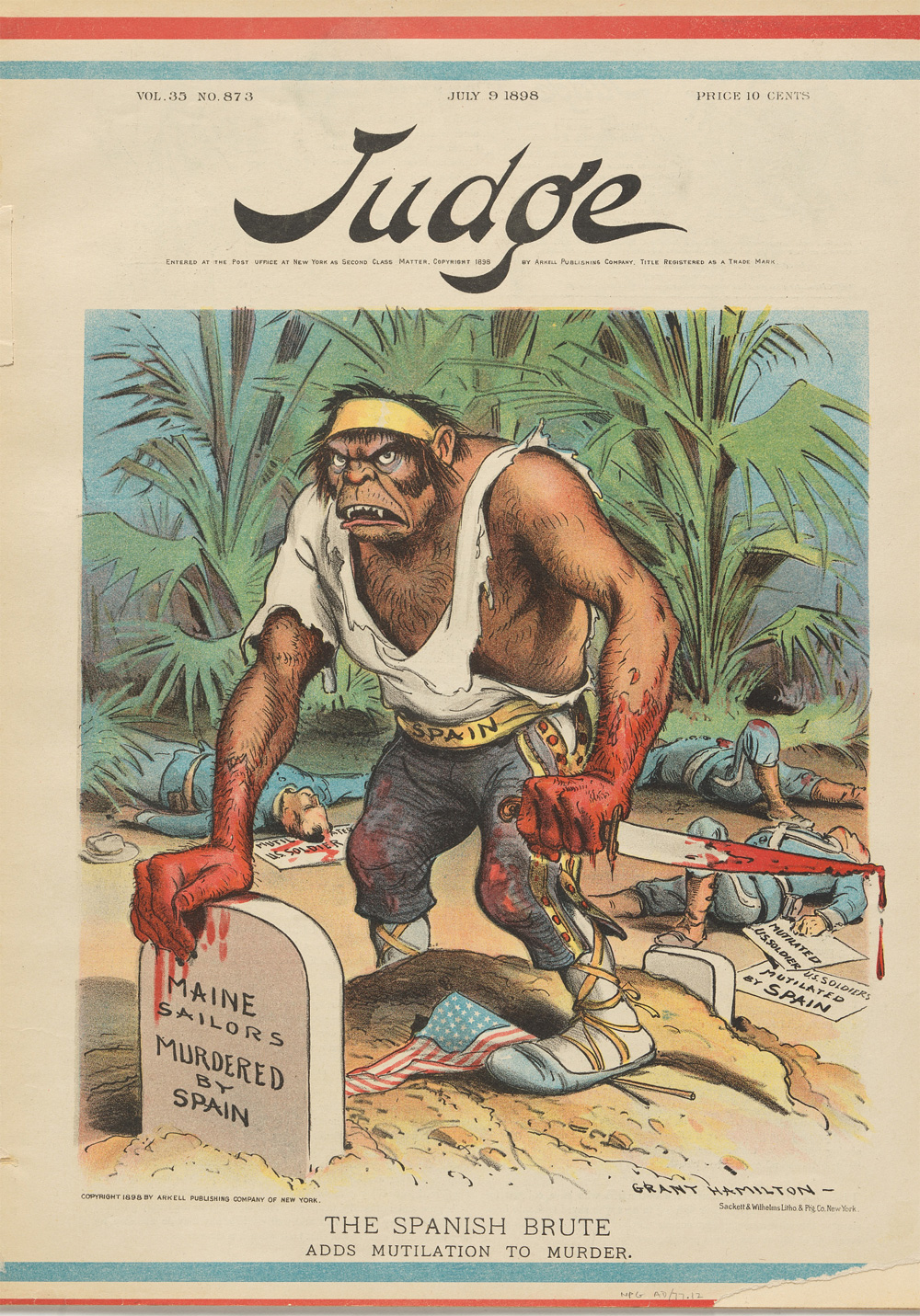
El bruto español añade la mutilación al asesinato. Propaganda Antiespañola durante la guerra hispano-estadounidense en la portada de la revista Judge del 9 de julio de 1898. Autor: Grant Hamilton (1862 – 1926)

La leyenda negra ha sido la más importante herramienta utilizada por los Estados Unidos de América en la guerra cultural que llevó a cabo contra España a finales del siglo XIX y principios del siglo XX. Esa guerra cultural fue, aunque por motivos distintos, perpetuada luego por la Unión Soviética, y más tarde, tras la caída del muro de Berlín, alcanzando el presente, paradójicamente, a través de los movimientos de izquierda en España e Hispanoamérica en relación con las corrientes secesionistas de los nacionalismos periféricos y del indigenismo. En el contexto actual de España existen continuos e insistentes intentos de desprestigiar la historia de España por parte del secesionismo catalán.
La leyenda negra se ha convertido en España al mismo tiempo en un fenómeno editorial y en una trinchera de la llamada batalla cultural. Autores que han tratado la leyenda negra han influido en la fundación y en el programa de diversos partidos políticos. Hasta el punto que el eje formado por la imperiofilia y la imperiofobia parece haberse constituido como uno de los principales en la batalla cultural por la historia. Y ello a pesar de que ambos bandos, aunque enfrentados, parecen partir de similares presupuestos y comparten muchos puntos de vista.
La representación sesgada de España y su historia continúa en la actualidad mediante la perpetuación de estereotipos a través de la enseñanza educativa y de la industria del entretenimiento, la literatura y el cine.
En uno de los últimos proyectos culturales de Hollywood, el afamado director Steven Spielberg trató de forma fallida de llevar al cine en 2019 la historia del emperador Azteca Moctezuma, con el español Javier Bardem como Hernán Cortés. El guion cinematográfico escrito en 1965 por el autor fallecido Dalton Trumbo, había sido titulado originalmente "Moctezuma" y está basado en la obra del historiador estadounidense William H. Prescott, según Juderías, uno de los exponentes historiográficos de la leyenda negra española en los Estados Unidos.

## Temas relacionados
- Anticatolicismo
- Antiespañolismo
- Conquista de América
- Grande y Felicísima Armada
- Historiografía de la guerra de los Ochenta Años
- Inquisición española - Leyenda Negra de la Inquisición Española
- Leyes de Indias
- Propaganda en la guerra hispano-estadounidense
- Revisionismo histórico